# Révolte des vignerons de 1907

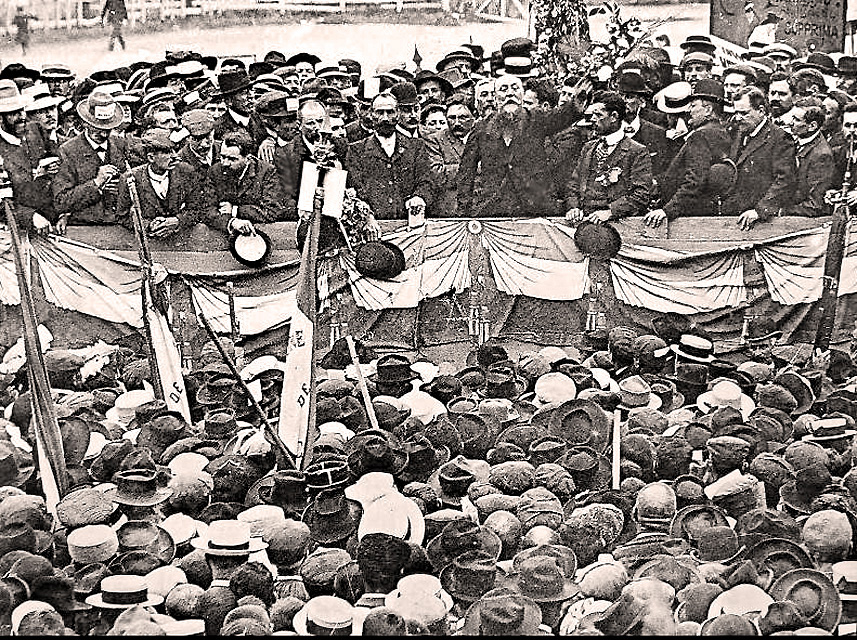
Rassemblement vigneron où prennent la parole Ernest Ferroul, maire de Narbonne et Marcelin Albert.

La révolte des vignerons du Languedoc en 1907 désigne un vaste mouvement de manifestations survenu en 1907, dans le Languedoc et dans le Roussillon, réprimé par le cabinet Clemenceau. Fruit d'une grave crise viticole survenue au début du XXe siècle, ce mouvement, aussi appelé « révolte des gueux » du Midi, a été marqué par la fraternisation du 17e régiment d'infanterie de ligne avec les manifestants, à Béziers.

## Le vignoble languedocien avant la crise de 1907

### Une viticulture de masse
La viticulture se développe au XVIIIe siècle grâce à la création du port de Sète et l'achèvement du canal du Midi. Le vin, dont les techniques de conservation ont été améliorées, résiste aux transports et conquiert de nouveaux marchés. Le vignoble s'étend et à la veille de la Révolution française, autour de Béziers, environ 50 % des terres sont couvertes de vigne.

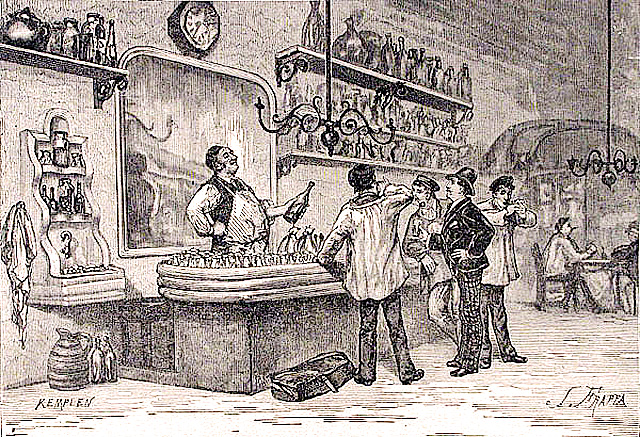
L'Assommoir du Père Colombe, édition de 1906 de l'Assommoir d'Émile Zola

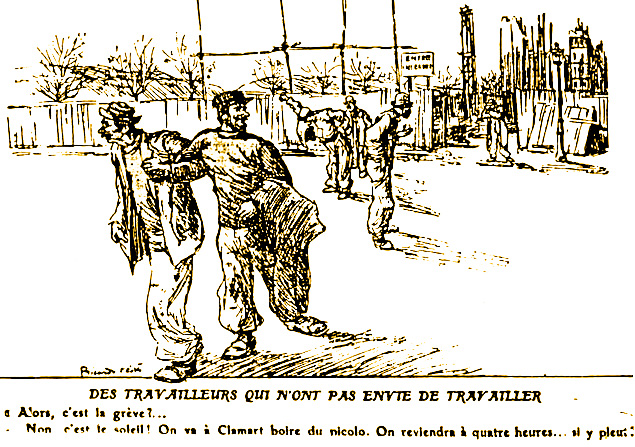
Des travailleurs qui n'ont pas envie de travailler

En 1853, les lignes de chemin de fer commencent à desservir le Languedoc, ce qui permet à la viticulture régionale de s'ouvrir de nouveaux débouchés, en particulier dans le nord du pays et ses régions industrielles. Les plus gros consommateurs sont les ouvriers dont une part importante du salaire est consacrée à l'achat de vin comme l'explique René Castillon.
La troisième république, par la loi du 17 juillet 1880 avait facilité l'ouverture massive des débits de boissons. Ils se firent surtout dans les quartiers ouvriers des grandes villes, avec une moyenne de trois débits pour cinq immeubles. La consommation de vin et d'alcool monta en flèche. Dans ces établissements étaient servies sous le nom de vin d'exécrables bibines trafiquées ou falsifiées. Les dégâts furent tels que, dans les années 1890, un « mouvement antialcoolique, syndicaliste et socialiste prit naissance ».

### Un demi-siècle catastrophique

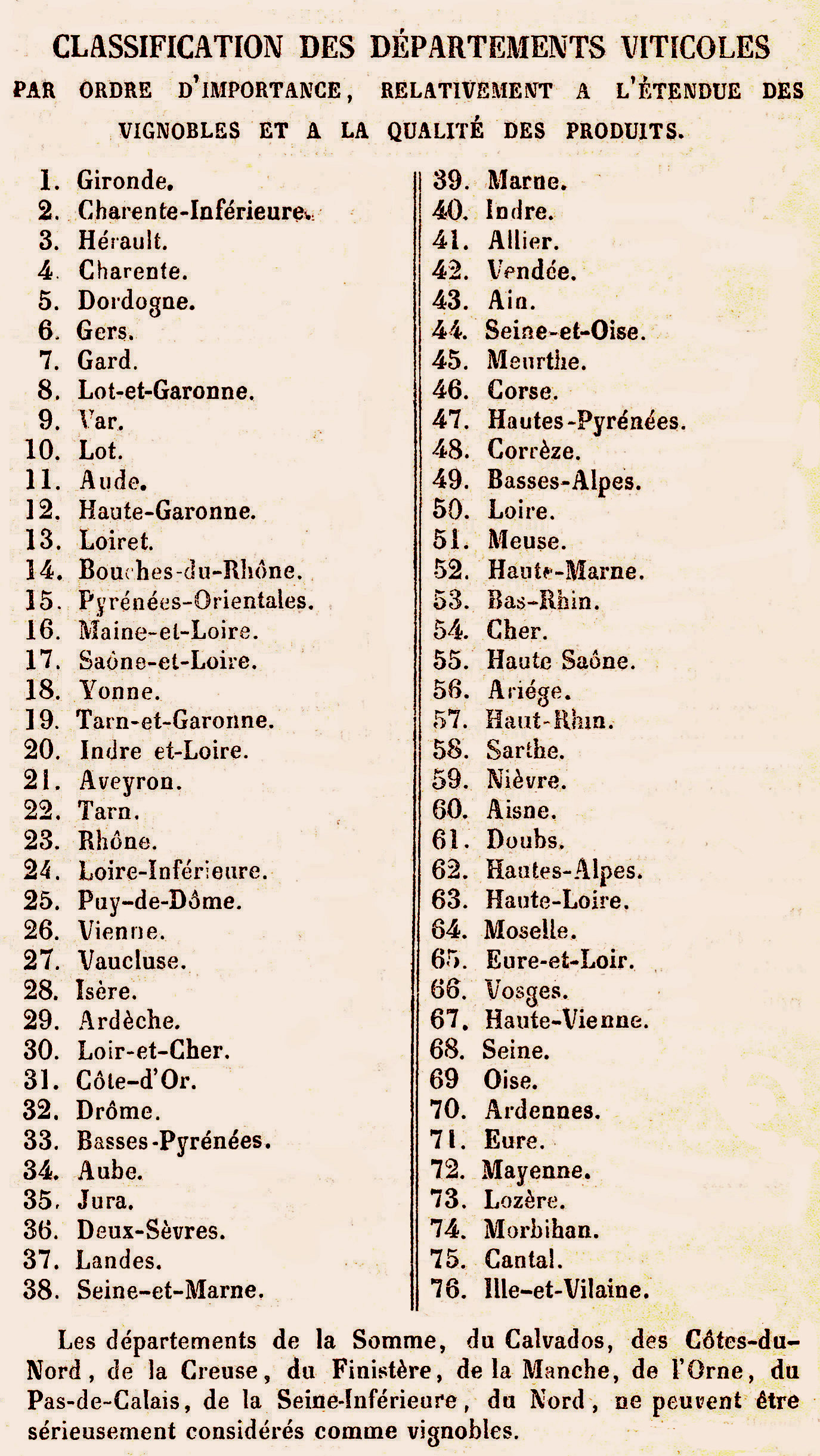
Classement du Moniteur vinicole (2 juillet 1856).

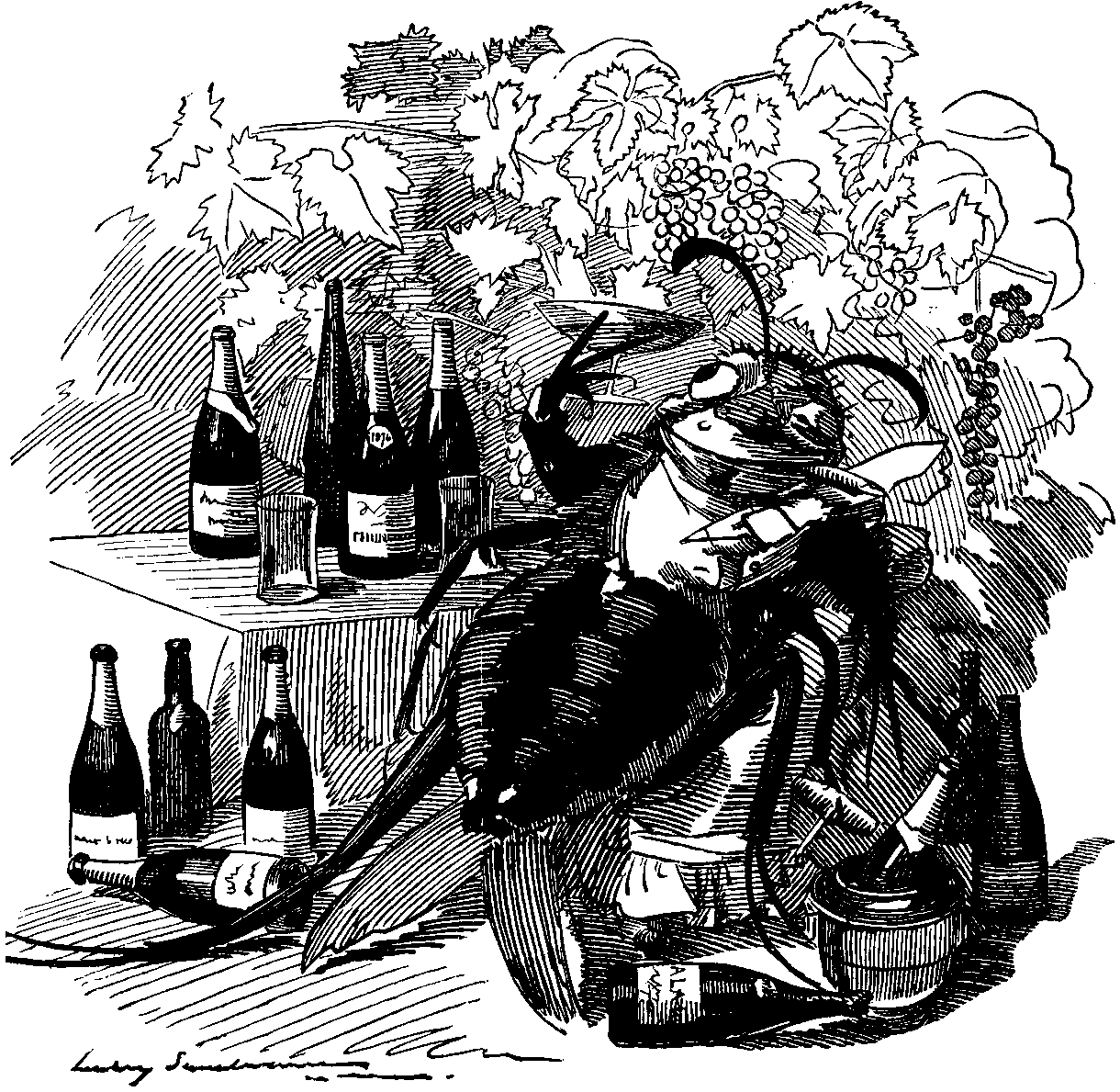
Le phylloxéra, insecte térébrant.
Gravure d'époque.

En 1856, le Moniteur viticole, organe de presse des Entrepôts de Bercy, siège parisien des négociants en vin, publie un « Classement des départements viticoles par ordre d'importance relative à l'étendue des vignobles et à la qualité des produits ». Hormis le bordeaux, le bourgogne et le champagne, l'ignorance est totale. La quasi-totalité des vins de France est ignorée du négoce parisien et des grandes places de consommation. Pour pallier cette méconnaissance, Achille Larive, directeur de ce journal, lance un « appel aux propriétaires de crus ignorés ». Le 10 septembre 1856, il peut publier les résultats de son enquête.
Dans le numéro suivant, un lecteur tient à préciser que les vins de petits propriétaires sont ignorés.
De plus, dans cette seconde moitié du XIXe siècle, la viticulture française fait face à plusieurs crises : l'oïdium, qui se répand aux alentours de 1850 en attaquant les feuilles de la vigne ainsi que les fruits, puis le phylloxéra en 1863, et à la fin du XIXe siècle, le mildiou, un autre champignon qui se fixe sur le dos des feuilles. Il produit à la surface de celles-ci des reflets huileux qui entraînent leur chute de façon précoce tout en affaiblissant le cep. Grâce à la bouillie bordelaise, mixant du sulfate de cuivre à de la chaux, et à l’introduction de plants américains utilisés comme porte-greffes naturellement résistants au phylloxéra, la vigne se trouve complètement régénérée.

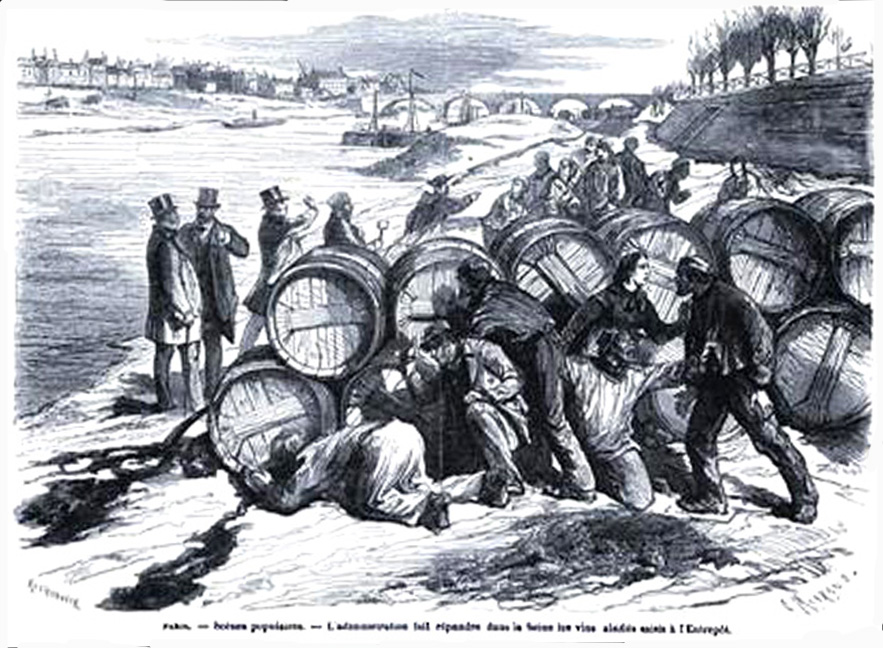
Le Monde illustré no 674, 1870, l'administration fait répandre dans la Seine les vins falsifiés saisis aux Entrepôts de Paris.

Ce qui ne met pas fin à la pratique des vins factices. Dans Le Monde illustré du 12 mars 1870, un article de Léo de Bernard dénonce le vin falsifié, le petit bordeaux, « fabriqué à Bercy sur lequel le service de la dégustation a toujours l'œil et le nez ouverts. Ce sont les pièces contenant cette mixture, faite d'on ne sait quels ingrédients, qui sont confisquées et mises en cellule spéciale. Leur prévention ne dure pas longtemps car leur culpabilité n'est point douteuse. Le jour de l'exécution venu, on amène les tonneaux condamnés sur la berge du quai d'Austerlitz. Un commissaire de police veille à ce que prompte justice soit faite. Au signal donné, l'exécuteur des hautes œuvres hygiéniques ouvre les flancs de la victime, et de la profonde blessure, s'échappe dans la Seine un large flot noir dont la teinte indécise rappelle à la fois le bois de campêche, la litharge et autres drogues malfaisantes ».
Alors que partout ailleurs, surtout dans le Nord-Ouest, la surface plantée en vignes est en régression, elle augmente dans les départements de l'Aude, du Gard, de l'Hérault et des Pyrénées-Orientales. À eux quatre, ils fournissent 40 % de la production française de vin pour atteindre près de 45 % dans la première moitié du XXe siècle.

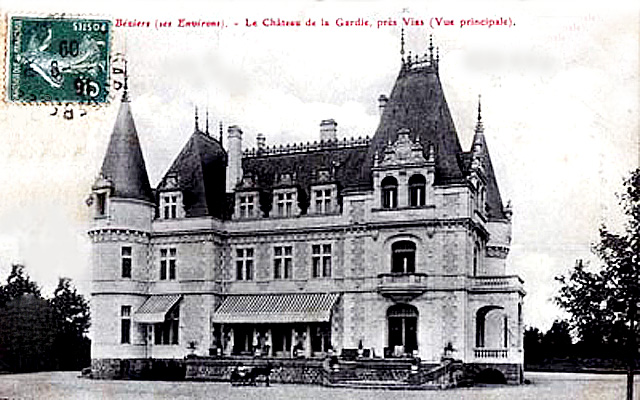
Entre Béziers et Vias, le château de la Gardie, maison de propriétaire terrien.

Le Haut Languedoc, et plus particulièrement le Biterrois et Béziers, autoproclamée « Capitale mondiale du vin », s'enrichit rapidement. De grandes fortunes se forment. De grands propriétaires terriens, issus de l'industrie, de la finance ou des professions libérales, possèdent d'immenses domaines de plusieurs dizaines d'hectares.
Pour faire face à la concurrence étrangère, des vins trafiqués apparaissent sur le marché. Les fraudeurs dénoncés restent impunis. En 1892, les viticulteurs du Midi réclament « la suppression du sucrage officiel et le rétablissement des droits de douane ».
Mais le marché reste en partie occupé par des vins élaborés à partir de raisins séchés importés (type raisins de Corinthe), de vins dits « mouillés » (allongés d’eau), chaptalisés ou même élaborés sans raisin. Si les vignerons accordent une grande importance à cette concurrence déloyale, qui existe, elle ne représente pas plus de 5 % du marché.
Une manifestation a lieu à Montpellier le 12 décembre 1893, une pétition circule qui réunit des milliers de signatures en mettant en cause la fraude et les vins falsifiés. Les premiers appels à faire grève des impôts sont lancés avec le soutien d'élus qui brandissent la menace de démissionner de leurs mandats. Face à eux, le gouvernement radical a une autre analyse qui soutient que la crise viticole prend ses racines dans la surproduction des vins du Midi.

### La coopération viticole, symbole du Midi Rouge

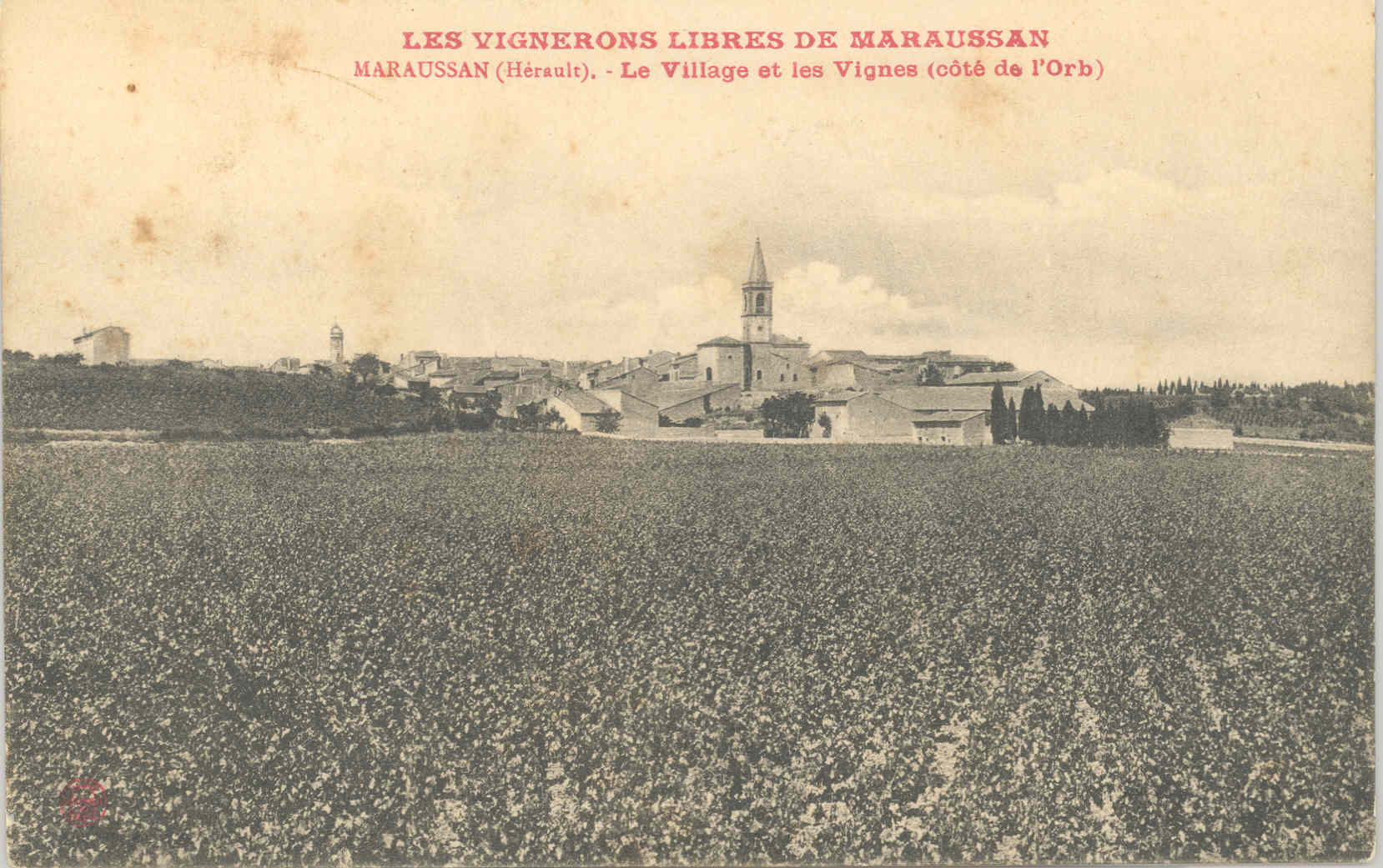
Le village de Maraussan et ses vignes

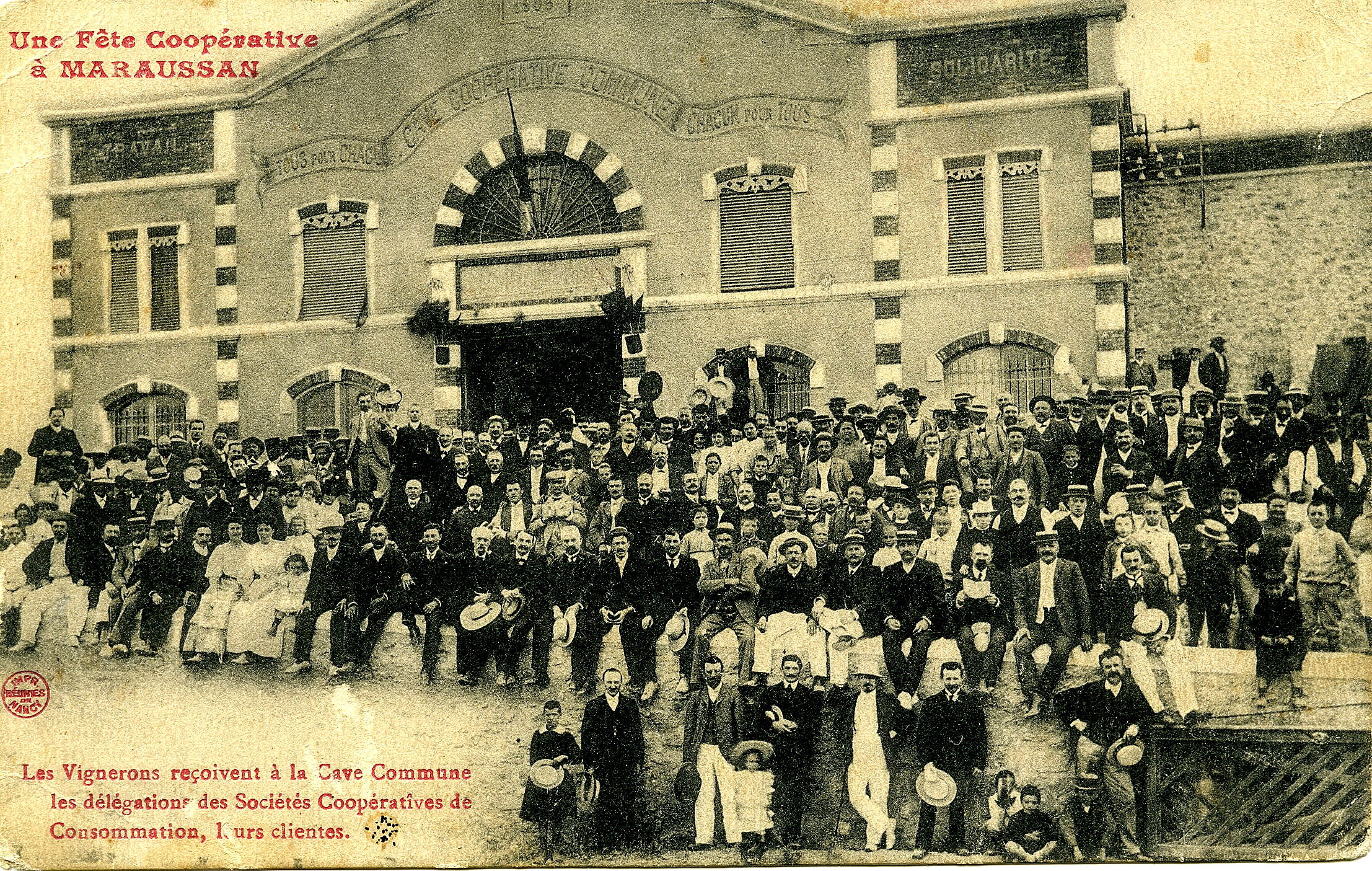
À Maraussan, les vignerons reçoivent à la cave commune les délégations des sociétés coopératives de consommation, leurs clientes

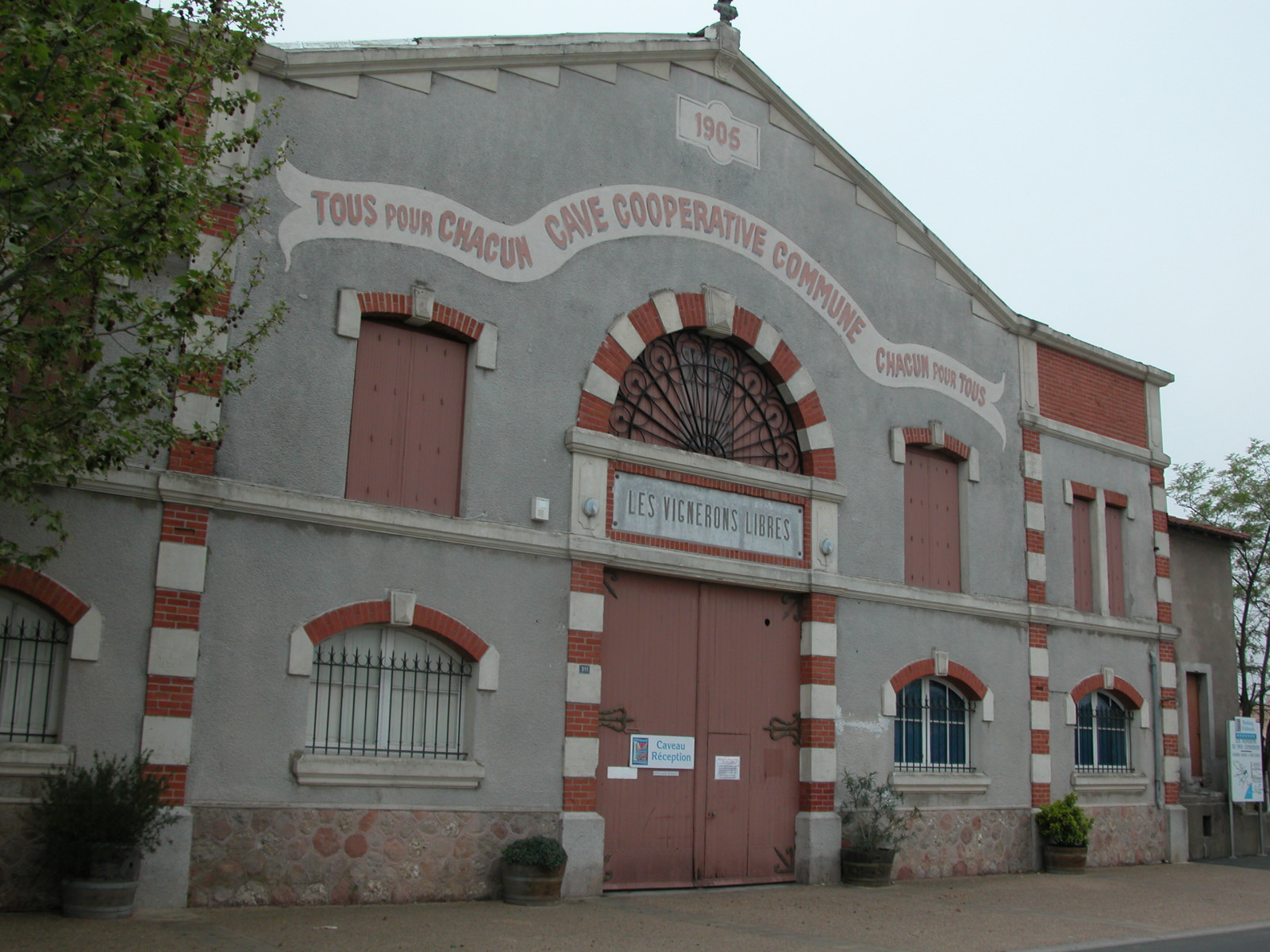
La façade des Vignerons libres et sa devise Tous pour chacun, chacun pour tous

Au début du XXe siècle, pour faire face à la mévente des vins de l'Hérault et mieux écouler leur production, l'idée d'un regroupement de viticulteurs germe dans quelques communes du Biterrois. Les deux premières à mettre en place une coopération pour vendre leurs vins sans intermédiaire sont Maraussan et Mudaison en 1901. La coopérative de vente de Maraussan fut créée le 23 décembre 1901 par 128 viticulteurs. Cette initiative se révélant judicieuse, elle va inciter Marseillan (1903), Siran (1907), puis Marsillargues et Frontignan (1910) à faire de même.
La coopérative de vente de Maraussan fut la première, en 1905, à juger nécessaire de mettre en place une vinification commune en construisant un bâtiment spécifique. Le rôle joué par Élie Cathala, un limonadier biterrois habitué des circuits de distribution, et Maurice Blayac, président du syndicat agricole et du crédit mutuel, fut déterminant pour réaliser cet objectif. Ce regroupement de la production et le contrôle de sa vinification permit d'offrir une gamme de vins à des prix diversifiés en fonction de la qualité. Une initiative que vint saluer sur place Jean Jaurès.
Le 1er mai 1905, lors de sa visite aux nouveaux bâtiments, le tribun socialiste expliqua que les paysans devaient se réunir au lieu de refuser de s'entraider par cette comparaison: « Dans une vigne, des raisins contrariants et imbéciles dirent qu'ils ne voulaient pas aller avec leurs frères qui se laissaient cueillir. On fit comme ils le voulaient, et ce qui se passa, c'est qu'ils pourrirent sur souche, tandis que les autres allèrent à la cuve, où ils firent le bon vin qui réjouit les cœurs. Paysans, ne demeurez pas à l'écart. Mettez ensemble vos volontés, et, dans la cuve de la République, préparez le vin de la Révolution sociale! »,.
Une grande majorité de ces petits vignerons coopérants du Languedoc et du Roussillon sont de sensibilité socialiste, voire communiste (mise en commun des outils de production et des bénéfices de la vente, principe de base des caves coopératives), formant ainsi un « Midi Rouge ». La majorité des élus locaux, issus de communes rurales ou du milieu viticole, sont les représentants politiques de ce Midi Rouge et en ce début de XXe siècle ont fait leur le slogan de Jaurès « Dins la tina de la Republica, preparatz lo vin de la Revolucion sociala ! ».
La construction d'un bâtiment spécifique à la vinification fut décidée par l'assemblée générale du 19 février 1905. Sa capacité de production était de 20 000 hectolitres et elle avait à sa disposition 29 cuves en ciment de 500 hectolitres chacune, pour la vinification et le stockage.
Les Vignerons libres restent le symbole de la coopération viticole et de l'espoir qu'elle suscita. La façade de la cave est toujours ornée de la devise « Tous pour chacun, chacun pour tous ». Elle est inscrite sur la liste des monuments historiques par arrêté du 25 mai 2001.

### Crise de surproduction

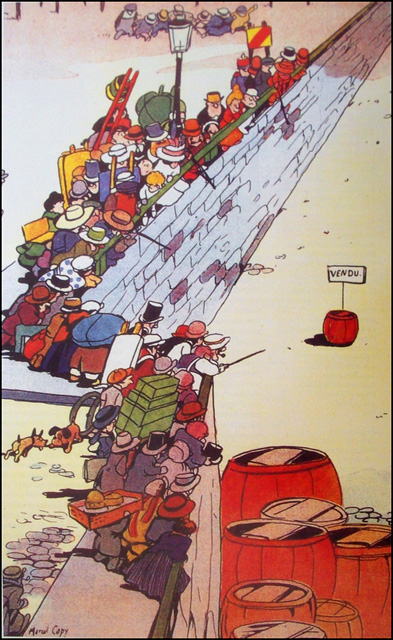
Dessin de Marcel Capy Dernière nouvelle, on vient de vendre une demi-pièce de vin dans le midi !

À la crise de surproduction, s’ajoute la concurrence étrangère (l’Espagne et l’Italie ont elles aussi des excédents à écouler), et celle des vins algériens. Les années 1902 et 1903 avaient connu de faibles récoltes, dues à la météorologie : 35 à 40 millions d’hectolitres. Les cours sont alors de 16 francs, puis de 24 francs l’hectolitre.

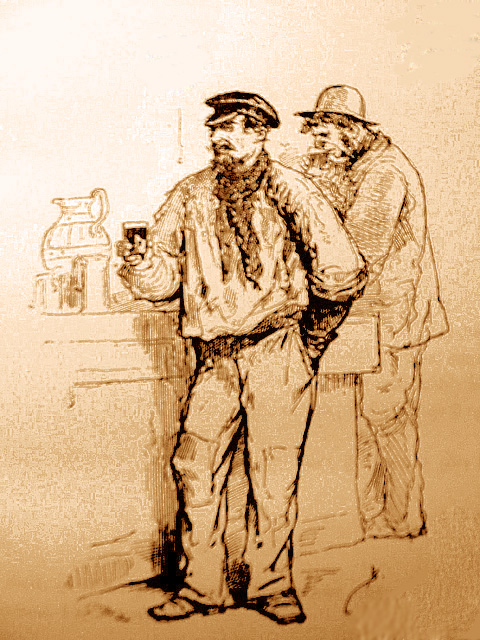
Le vin à l'heure

En 1904 et 1905, toujours à cause de la météorologie, les récoltes sont extrêmement abondantes dans toute l’Europe : la hausse de production est de 96 % en France, de 48 % en Espagne, de 16 % en Italie, les trois principaux producteurs européens. Alors que le seuil de mévente se situe à 50 millions d’hectolitres, la production est de 69 millions. De 1900 à 1906, la viticulture du Languedoc produit de 16 à 21 millions d'hectolitres. C'est dans ce contexte que le gouvernement autorise en 1903 la chaptalisation des vins d'importation. La production se maintient à un niveau élevé les années suivantes : 58 millions d’hectolitres en 1905, 52 en 1906, 66 en 1907. Le prix de l’hectolitre de vin passe à 6 ou 7 francs.
Le vin languedocien se vend de plus en plus mal. Les récoltes abondantes font gonfler des stocks devenus impossibles à écouler. Dans les troquets, on vend même le vin « à l'heure » : on paye et on boit tout le vin que l'on veut… ou que l'on peut boire.
Face à ce marasme, les vignerons réagissent. Un Comité régional de défense viticole des intérêts du Midi est constitué le 20 janvier 1905. Mais au Parlement, ni Gaston Doumergue, député du Gard, ni Félix Aldy, député de l'Aude, ne réussissent à sensibiliser leurs collègues sur la question viticole et leurs propositions visant à la défense du vin naturel sont rejetées par les parlementaires.
Au cours de 1905, une manifestation rassemble 15 000 personnes à Béziers,. Un certain Marcelin Albert lance alors sa « pétition de 1905 », qui recueille quatre cents signatures : « Les sous-signés décident de poursuivre leurs justes revendications jusqu’au bout, de se mettre en grève contre l'impôt, de demander la démission de tous les corps élus et engagent toutes les communes du midi et de l'Algérie à suivre leur exemple aux cris de Vive le vin naturel ! À bas les empoisonneurs ! ».

## Les évènements de 1907

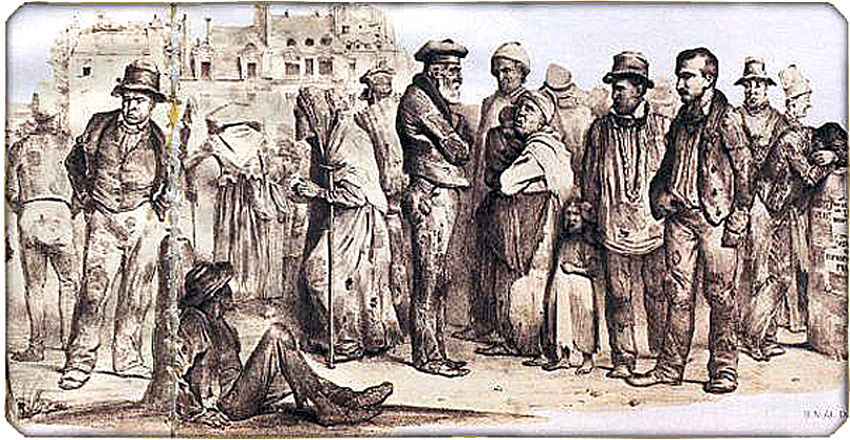
Ouvriers agricoles au chômage.

En 1907, la crise est là. Les viticulteurs languedociens s’estiment de plus en plus menacés et mettent en cause l'importation des vins d’Algérie qui arrivent par le port de Sète et la chaptalisation.
« Depuis l'épidémie de phylloxéra, le pays n'avait pas connu une semblable misère. Il y avait trois ans qu'elle montait. Les vignerons tournaient dans leurs caves comme des fauves autour de leurs grilles. Les ouvriers sans travail promenaient par les rues leurs visages terreux. Des femmes aux chignons croulants montraient le poing au ciel. Les enfants pleuraient. Jamais la détresse humaine n'était apparue plus poignante que dans ce terroir d'abondance et de soleil ».

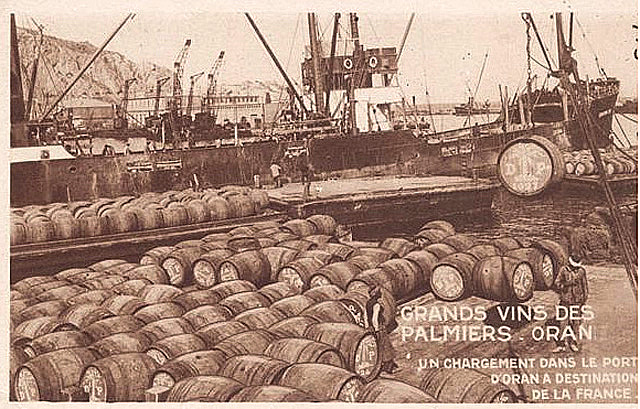
Chargement de vins dans le port d’Oran à destination de la France.

Après la crise du phylloxéra, il faut du vin. Le vignoble de l'Île-de-France a disparu, seuls les vignobles méridionaux peuvent s'y substituer grâce aux chemins de fer. On n'hésite donc pas à « faire pisser la vigne ». L'État favorise des importations et de l'afflux des vins d'Algérie qui servent au coupage des vins métropolitains médiocres. Cette pratique est lourde de conséquences et induit une surproduction qui est la véritable raison du marasme économique dans lequel s'englue la viticulture du Languedoc-Roussillon. Le port de Sète, outre son rôle d'entrepositaire, va jouer celui de catalyseur de la crise. Sa présence au centre d'une grande zone de production, y induit les risques de surproduction en encourageant les plantations d'aramons et des conduites de la vigne en taille longue. Il faut du volume. Le coupage nécessaire de ces petits vins pour en augmenter le degré, provoque une demande accrue des vins algériens dont la production passe de cinq millions d'hectolitres en 1900 à huit millions en 1904.
Ces fortes productions locales, jointes à l'élaboration de vins factices et à l'importance des coupages avec des vins d’Algérie saturent le marché de consommation. L'importation des vins, loin de diminuer, augmente en 1907, aggravant le déséquilibre entre l'offre et la demande. Ce qui génère la chute des cours et de la crise économique.
Dès janvier 1907 est tirée une sonnette d'alarme par un rapport diffusé par la Revue de la Société des Viticulteurs de France : « Le sucrage des vendanges n'a été autorisé par la loi qu'en vue de la chaptalisation, c'est-à-dire comme moyen d'améliorer la qualité du vin, et non comme un procédé propre à en augmenter la quantité à l'aide du mouillage. Il est donc légitime d'établir un impôt proportionnel sur le produit naturel ainsi amélioré. Les associations viticoles et le Comité d’œnologie ont depuis longtemps, émis l'avis que toute réglementation du sucrage des vendanges devait avoir pour corollaire une taxe sur les sucres employés dans les vendanges ».

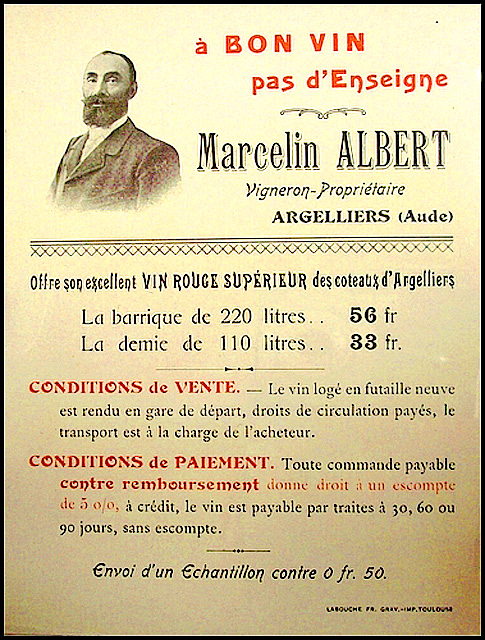
Publicité pour les vins de Marcelin Albert.

Les petits viticulteurs sont ruinés, les ouvriers agricoles sont au chômage. Il y a un effet domino sur toute la population, la ruine des vignerons entraîne celle des commerçants et des autres corps de métiers, la misère règne sur tout le littoral. Les vendanges de 1906 ne se vendent pas.
En février 1907, une grève fiscale commence à Baixas. Joseph Tarrius, vigneron et pharmacien, fait signer une pétition à ses concitoyens intitulée : « La commune de Baixas, incapable de payer l'impôt, est sous le coup d'expropriation en masse. Il n'est qu'un impôt que nous puissions payer et que nous payons encore : l'impôt du sang ».
Le 18 février 1907, Marcelin Albert prend l'initiative d'envoyer un télégramme à Georges Clemenceau.
Un historien décrit ainsi le principal organisateur : « Petit paysan d'Argeliers, aux allures de Christ Espagnol, Marcelin Albert est un touche à tout : directeur d'une troupe théâtrale, cafetier et vigneron. Dans son village, on le surnomme lo Cigal (la Cigale, à cause de son esprit fantasque et insouciant). Depuis 1900, il se lance dans la lutte pour la défense du vin naturel contre le vin de fraude. Il est l'initiateur de la révolte des vignerons qui commence le 11 mars 1907 ».

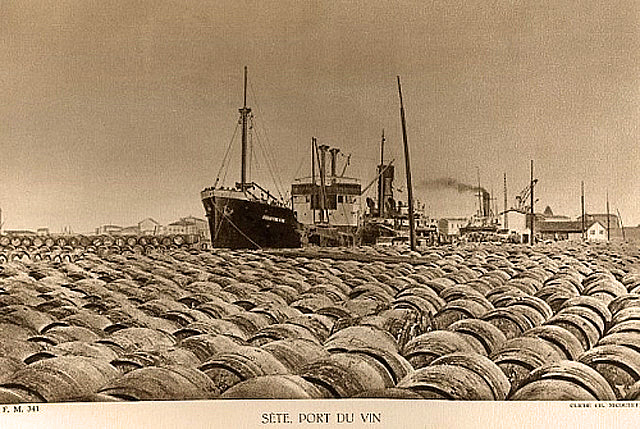
Séte, port d'arrivée des vins d'Algérie.
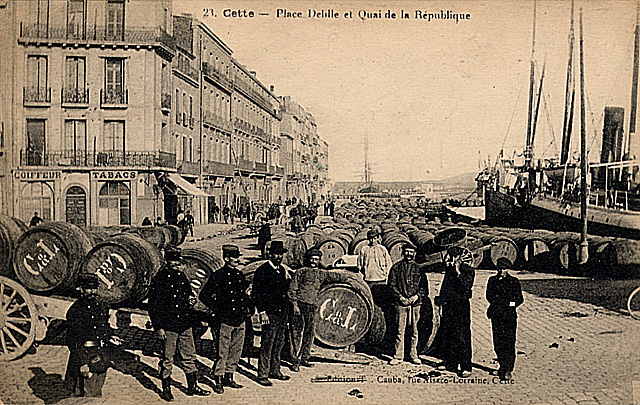
Débarquement des vins d'Algérie sous contrôle douanier.
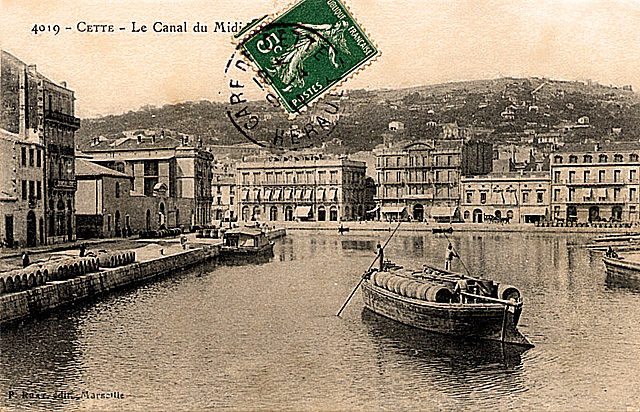
Transit à Sète de barriques dans le Bassin du Midi.
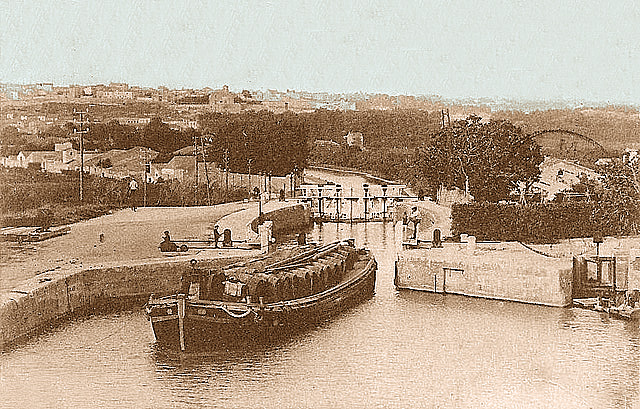
Transport de vin en péniche par le Canal du Midi aux écluses de Béziers.
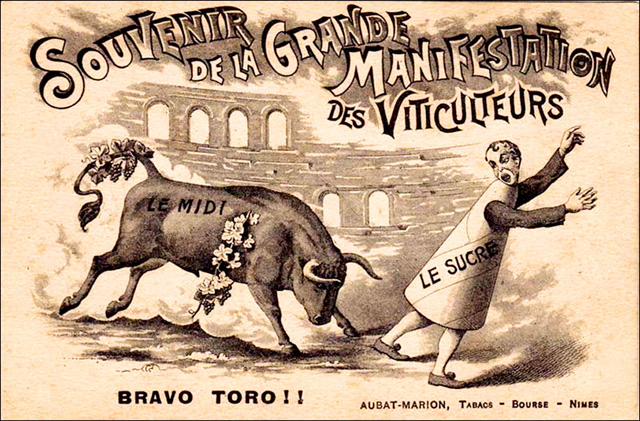
Le taureau nîmois combat le sucre du Nord.
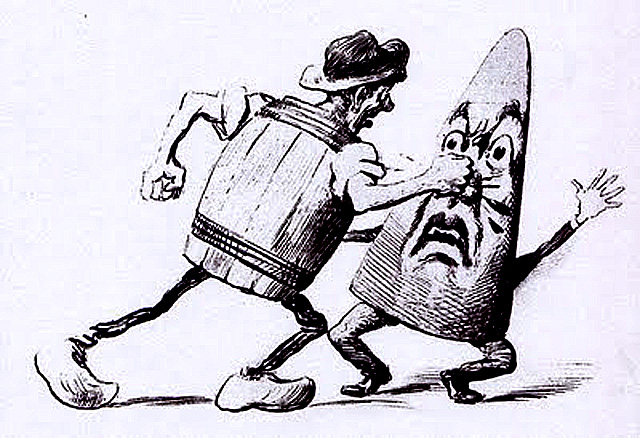
Le vin du Midi contre le sucre du Nord : refus de la chaptalisation.
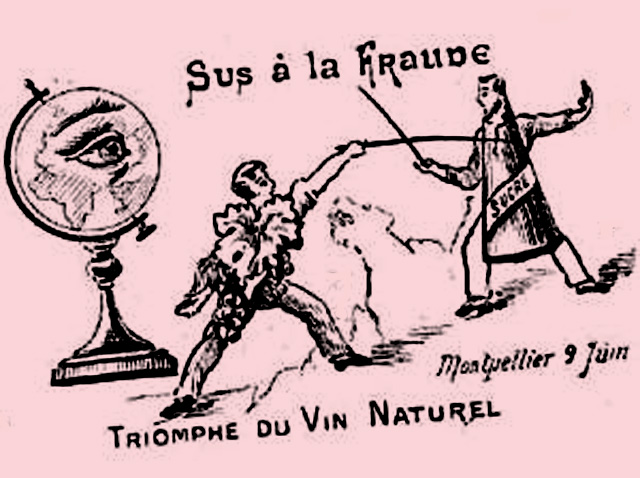
Le vin naturel triomphe du sucre, symbole de la fraude.
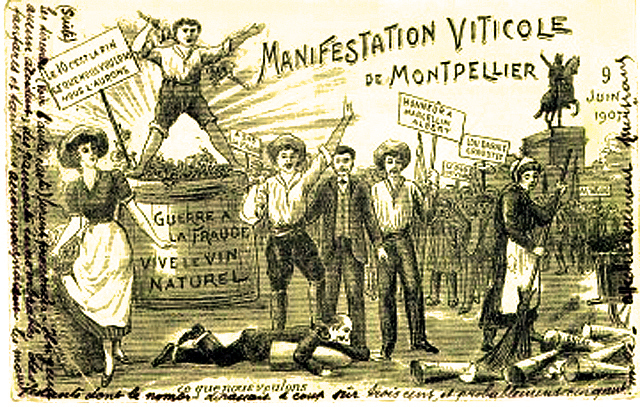
Ce que nous voulons, nous l'aurons, plus de sucre dans le vin.

### Le comité d'Argeliers

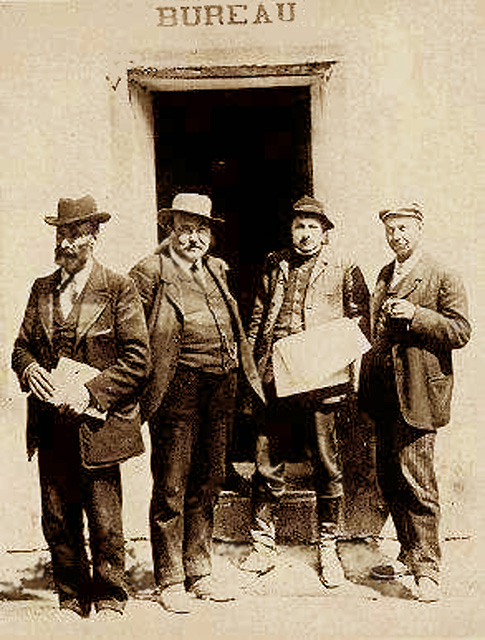
Une partie du Comité d'Argeliers, Marcelin Albert, Élie Cathala, Louis Blanc et le médecin Senty.

Le 11 mars 1907, le signal de la révolte est donné par un groupe de vignerons du Minervois, dans le village d'Argeliers. Ils sont menés par Marcelin Albert et Élie Bernard lequel fonde le Comité de défense viticole ou Comité d'Argeliers. Ils organisent une marche, avec 87 vignerons, vers Narbonne, pour avoir une entrevue avec une commission parlementaire. Après ses dépositions, le Comité de défense fait un tour de ville en chantant pour la première fois La Vigneronne, qui dès ce jour-là devint l'hymne de la révolte des gueux. Le Comité était composé du Président Marcelin Albert, du Vice-Président Édouard Bourges et des Secrétaires Cathala, Richard, Bernard.
Élie Bernard fut nommé plus tard Secrétaire Général de la Confédération générale des vignerons du Midi. C'est dans le cadre du comité d'Argeliers, qui regroupe tous les producteurs, qu'est préparée la riposte à la crise. Le 14 mars, Albert Sarraut, originaire de Bordeaux, sénateur de l'Aude et sous-secrétaire d’État à l’Intérieur, se fait tancer par Clemenceau pour avoir tenté de plaider la cause de son électorat : « Je connais le Midi, tout ça finira par un banquet » lui affirme Clemenceau, président du conseil qui siège place Beauvau, au Ministère de l'Intérieur.
Dans cette région où les socialistes étaient fortement implantés, aucun élu notoire ne fit partie, au début, du Comité, ce qui permit à Marcellin Albert de ne mettre en avant que des revendications corporatistes. Le seul et unique combat qu'il juge utile de mener est celui du vin naturel. C'est à partir de cette conception qu'il refuse d'engager le débat sur les intérêts divergents des ouvriers et des propriétaires, ne remet pas en cause la présence des royalistes qui ne se cachent pas de vouloir récupérer le mouvement, et n'apprécie pas que, sous le prétexte que l'occitan est la langue maternelle des viticulteurs du Midi, les régionalistes veuillent faire de ce mouvement un combat séparatiste.
Le 24 mars, devant 300 personnes se tient un premier meeting organisé par le « Comité d’Argeliers » à Sallèles-d'Aude. Marcelin Albert se fait remarquer par ses dons d'orateur et son charisme. Pour les viticulteurs présents, il devient l'apôtre, le roi des gueux, le rédempteur. Le principe de tenir chaque dimanche une réunion dans une ville différente est adoptée.

### Les grandes manifestations
Le mouvement s'accélère et gagne en ampleur. Tous les dimanches, des rassemblements et des manifestations sont organisés. Ils mobilisent de dizaines de milliers de personnes et vont s'amplifier jusqu'au 9 juin 1907.
Le 31 mars, ce sont cinq à six cents manifestants qui se retrouvent à Bize-Minervois. Le 7 avril, le rassemblement d'Ouveillan, réunit 1 000 personnes. Celui du 14 avril mobilise plus de 5 000 manifestants à Coursan,.

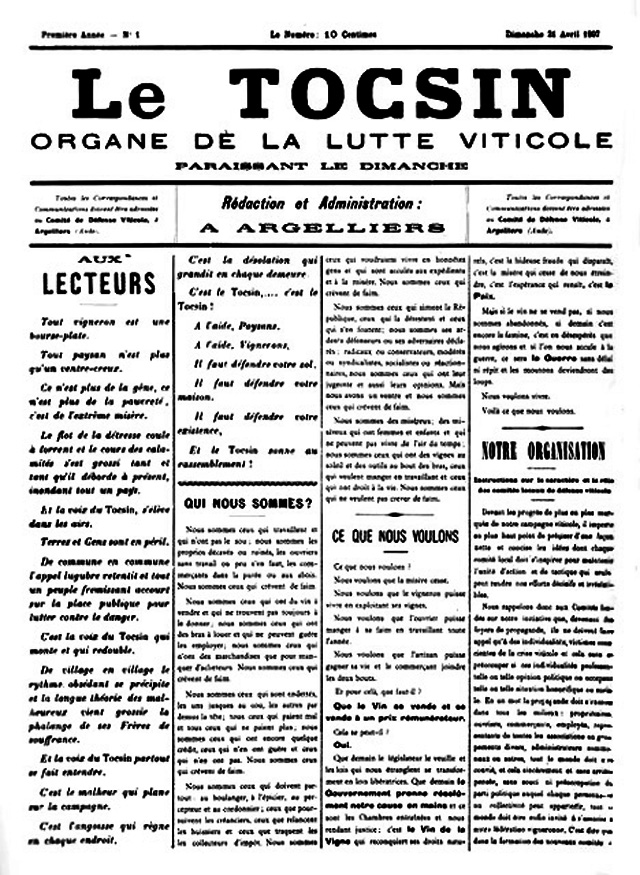
Premier numéro du Tocsin

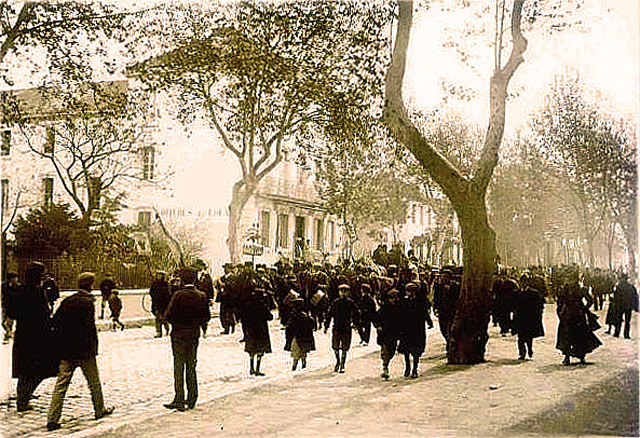
Manifestation à Lézignan-Corbières

Le 21 avril, dix à quinze mille viticulteurs se retrouvent à Capestang. Ce dimanche a lieu la publication du premier numéro du Tocsin édité par le comité d’Argeliers. C'est un hebdomadaire dont Marcelin Albert assume la direction et Louis Blanc la rédaction. Ce numéro contient une adresse au parlement afin que soit votée une loi contre la fraude. Une semaine plus tard, le 28 avril, le rassemblement à Lézignan-Corbières, réunit entre 20 et 25 000 personnes, ;
Le mois de mai va être celui des grands rassemblements dans les préfectures et sous-préfectures du Languedoc-Roussillon. Le premier a lieu à Narbonne où, le 5 mai, un rassemblement mobilise entre 80 et 100 000 personnes. Le maire, Ernest Ferroul, prend position pour la lutte des viticulteurs du Midi et stigmatise l'État : « Voici longtemps que vous faites crédit à l’État. L'heure est venue où la dette envers vous doit être payée ». Tous les comités de défense viticoles des quatre départements se fédèrent et adoptent le serment des fédérés : « Constitués en comité de salut public pour la défense de la viticulture, nous nous jurons tous de nous unir pour la défense viticole, nous la défendrons par tous les moyens. Celui ou ceux qui, par intérêt particulier, par ambition ou par esprit politique, porteraient préjudice à la motion première et, par ce fait, nous mettraient dans l'impossibilité d'obtenir gain de cause seront jugés, condamnés et exécutés séance tenante ». Les discours séparatistes prononcés en occitan inquiètent le gouvernement.

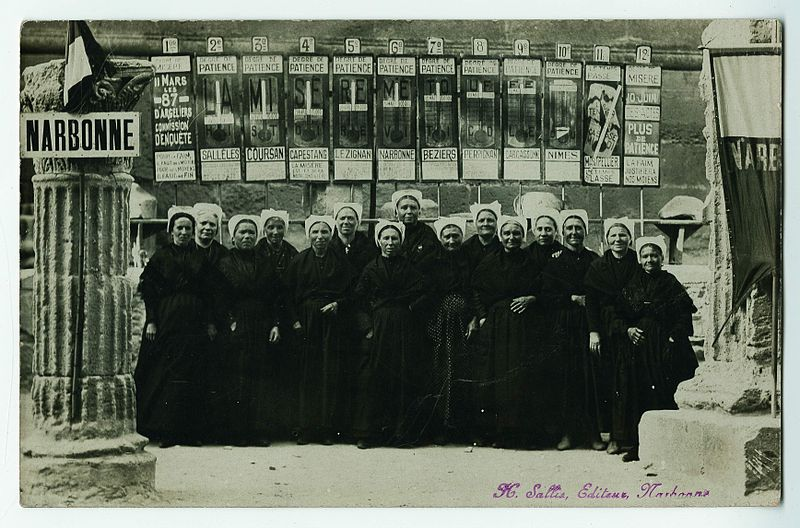
La patience des femmes est à bout
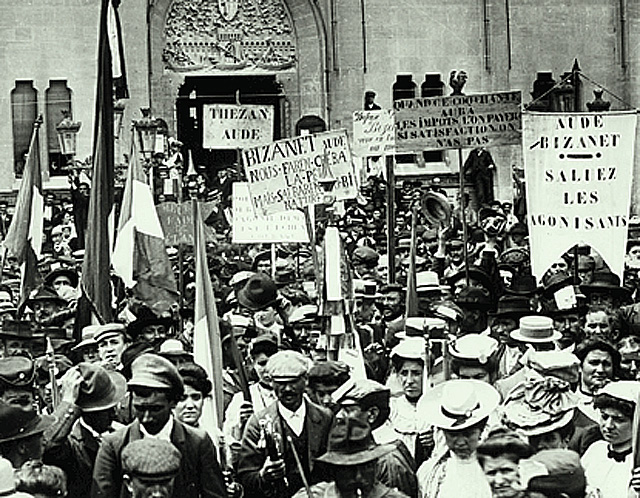
Les délégations de Thézan et Bizanet à Narbonne
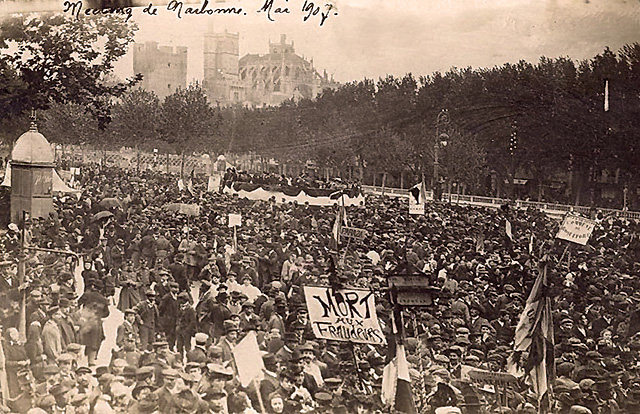
Les manifestants de Narbonne écoutant les orateurs

Le 12 mai, le rassemblement de Béziers voit 150 000 manifestants envahir les allées Paul Riquet et le Champ-de-Mars. Les slogans des banderoles affirment : La victoire ou la mort !, Assez de parole, des actes, Mort aux fraudeurs, Du pain ou la mort, Vivre en travaillant ou mourir en combattant, « Abèré tant de boun bi et pas pourré mangea de pan ! » (ce qui signifie en occitan "Avoir tant de bon vin et pas pouvoir manger du pain"),. Les manifestants, qui venaient de plus de 200 communes, ont été rejoints par de nombreux employés et commerçants biterrois. La manifestation est clôturée par les discours prononcés sur la place de la Citadelle, aujourd'hui Jean-Jaurès. Prennent la parole Marcelin Albert qui lance un ultimatum au gouvernement en lui demandant de relever le cours du vin, Ernest Ferroul qui fixe cet ultimatum au 10 juin et prône la grève de l’impôt : « Si d'ici le 10 juin, le gouvernement n'a pas trouvé de solution à la crise alors, ce sera la démission des mairies du Midi ! Ce sera la grève de l'impôt ! » et le maire de Béziers, Émile Suchon, proche de Clemenceau, qui prend position pour les viticulteurs en lutte. Il y eut quelques incidents légers lors de l'appel à la dispersion des manifestants.

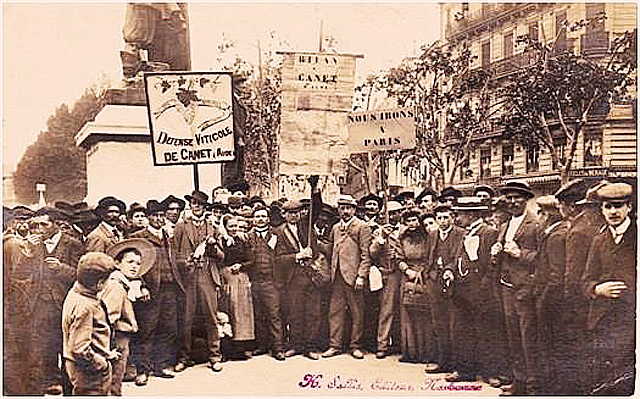
Les vignerons du Canet à Béziers accompagnés de femmes et enfants
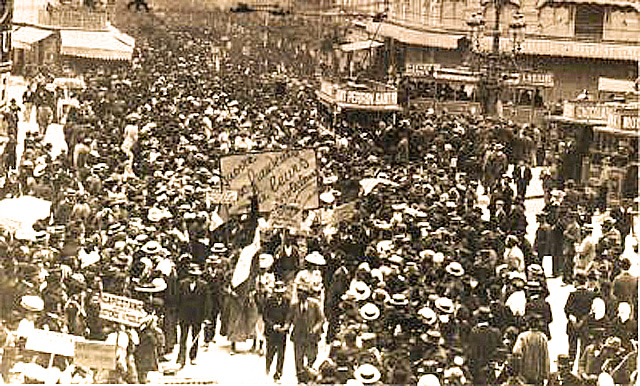
Les manifestants remontant les Allées Paul Riquet
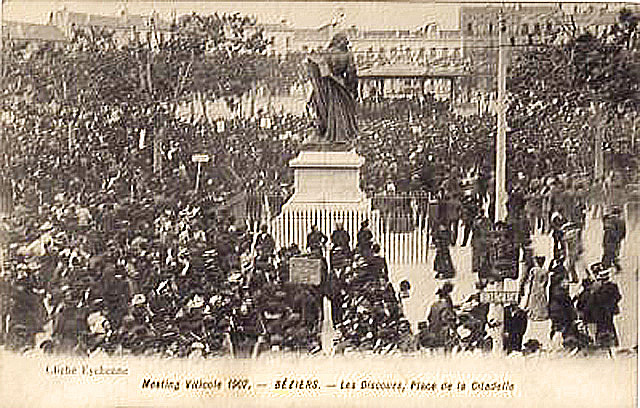
Discours sur la place de la Citadelle

Par contre, il est confirmé, que ce jour-là, des manifestants n'ayant pu se rendre à Béziers, par manque de train ont dressé une barricade sur la voie ferrée à la gare de Marcorignan bloquant tout trafic. Quatre jours plus tard, des viticulteurs, trouvant trop tardive la prise de position du maire de Béziers en leur faveur, provoquent une émeute et le forcent à démissionner. Le sous-préfet, sur ordre de Clemenceau, en appelle à l'armée pour rétablir l'ordre. Ce 16 mai, le conseil municipal de Béziers, de tendance radicale socialiste, démissionne à son tour. La pression de la rue continue. Le poste de Police et la façade de la mairie sont incendiés. Le 19 mai, à Perpignan 170 à 200 000 personnes défilent dans la ville. La manifestation se déroule sans incidents graves,.
Clemenceau contre-attaque sur le plan politique. Le 22 mai, Joseph Caillaux, son ministre des finances, dépose un projet de loi sur la fraude en matière de vin. Ce texte soumis au Parlement prévoit une déclaration annuelle de récolte de la part des viticulteurs, l'interdiction du sucrage en seconde cuvée, le contrôle et la taxation des achats de sucre.
Le 26 mai, 220 à 250 000 personnes manifestent à Carcassonne. Dès l’avenue de la gare, ils passent sous un arc de triomphe où est inscrit « Salut à nos frères de misère ». Les discours du rassemblement tentent de canaliser le ton révolutionnaire (slogans, revendications) vers le passé cathare des Occitans que Ferroul et Albert évoquent tour à tour,. Marcelin Albert fait dans le lyrique : « Les albigeois étaient autrefois réunis sous ces murs, ils y tombèrent pour la défense de leur liberté. Nous ferons comme eux ! En avant pour la défense de nos droits ! Le Midi le veut, le Midi l'aura ! », Ernest Ferroul, en grand tribun, joue sur l'opposition séculaire du Nord et du Sud : « Un souvenir me hante, souvenir de misère pareille à la vôtre ! Lorsque les barons féodaux envahissaient le Midi et le saccageaient, un troubadour pleurait ainsi (en occitan) : Ah ! Toulouse et Provence, et la terre d'Argence, Béziers et Carcassonne, qui vous a vu et qui vous voit ! (Ai! Tolosa e Provença e la terra d’Argença, Besièrs e Carcassés qui t’a vist e te vei). Depuis, les barons de l'industrie du Nord nous ont envahis et ruinés. Nous ne voulons pas les supporter davantage. En avant ! Debout pour les repousser, eux et leurs complices. Parlez plus fort, unissez vos voix, votre prière prendra le ton d'un commandement ».
Le 2 juin, une mobilisation sans précédent a lieu à Nîmes. Les 250 à 300 000 manifestants arrivent dans la préfecture du Gard par trains spéciaux tout en profitant de tarifs réduits. Sur place et par solidarité, un célèbre confiseur a placardé sur sa façade « Le raisin pour le vin, le sucre pour les berlingots ! »,.

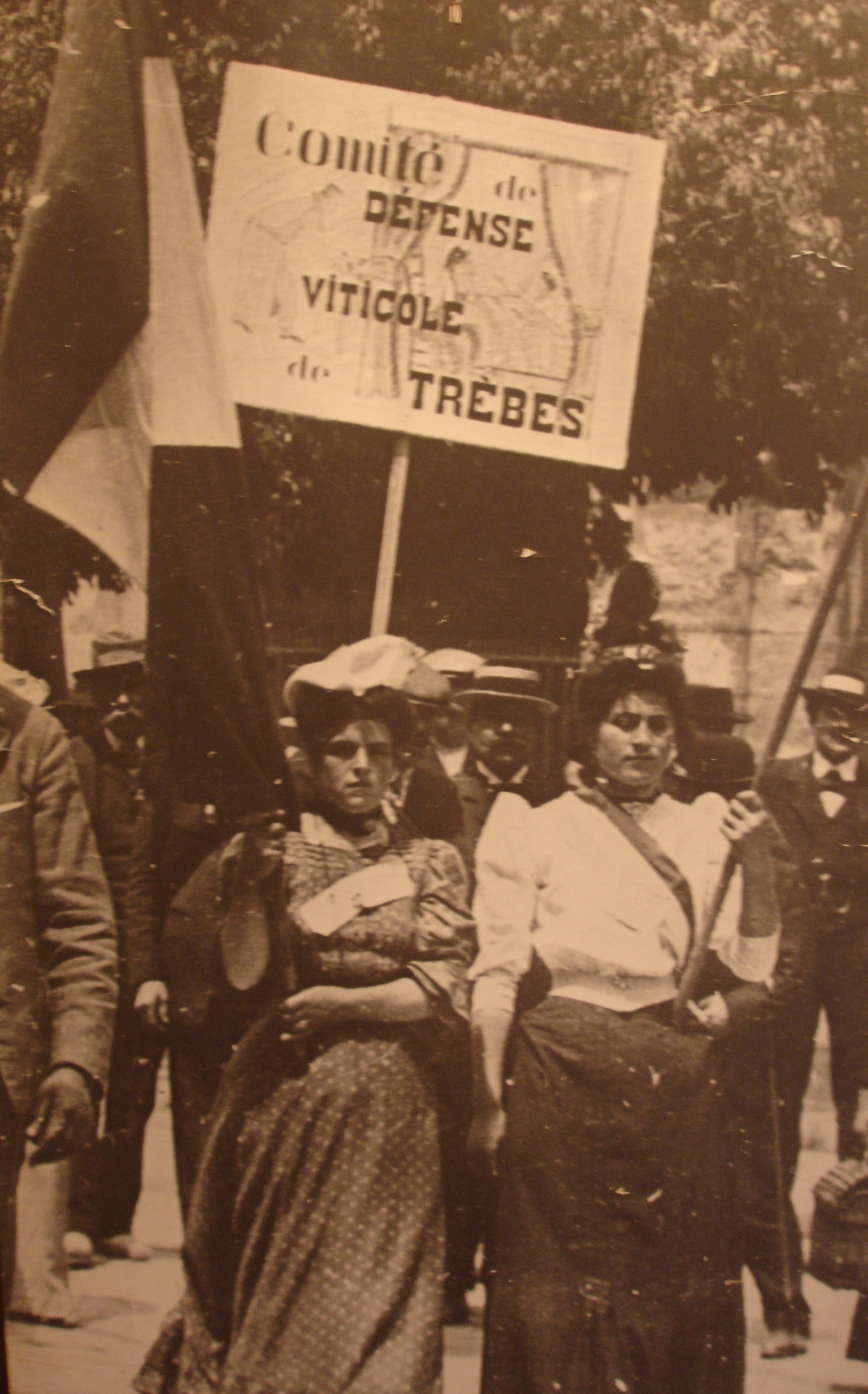
Comité de défense viticole de Trèbes
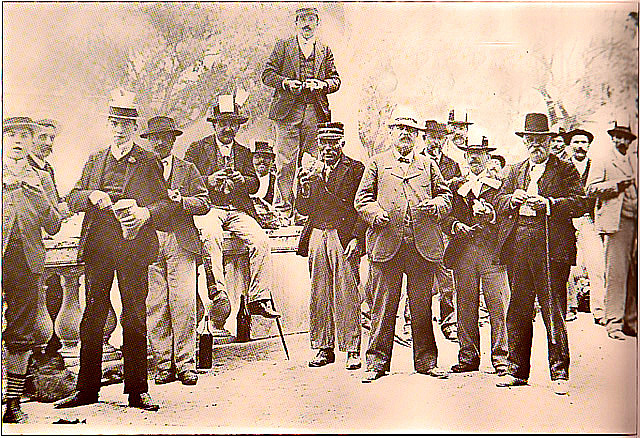
Comité de défense viticole de Lunel-Viel
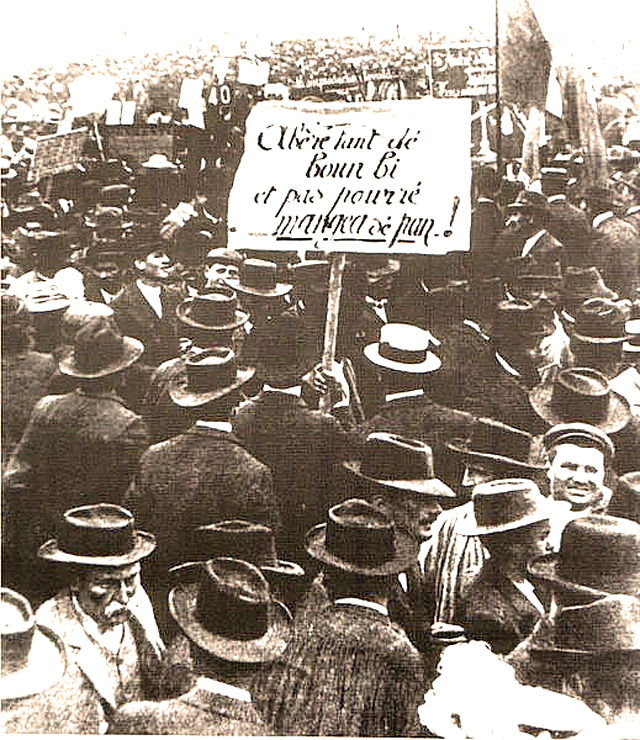
Un des slogans les plus populaires des Comités viticoles
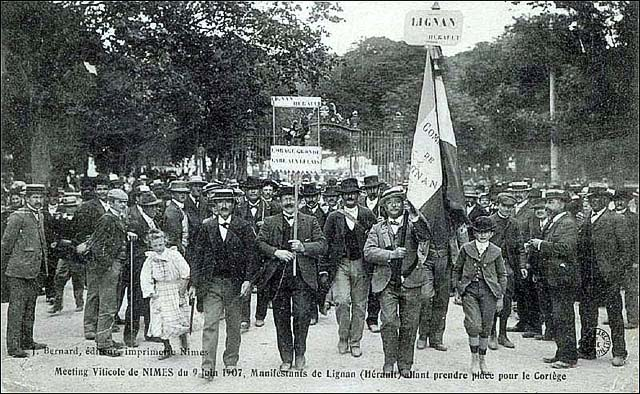
Arrivée de la délégation de Lignan devant les jardins de la Fontaine
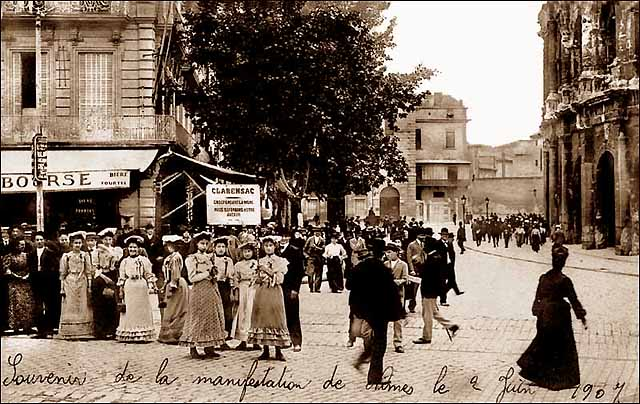
Les femmes et les jeunes filles de Clarensac devant les Arènes
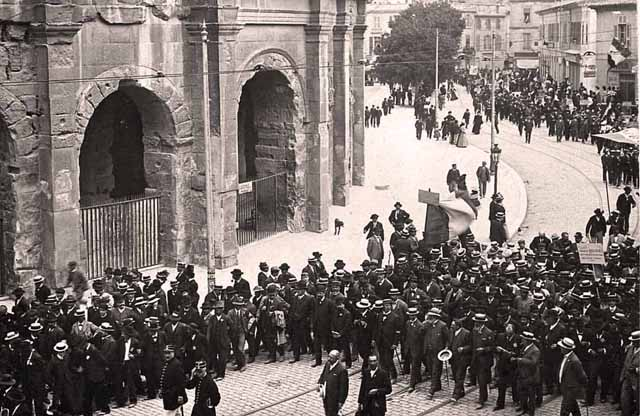
Le cortège des manifestants passant entre les Arènes et le Palais de Justice
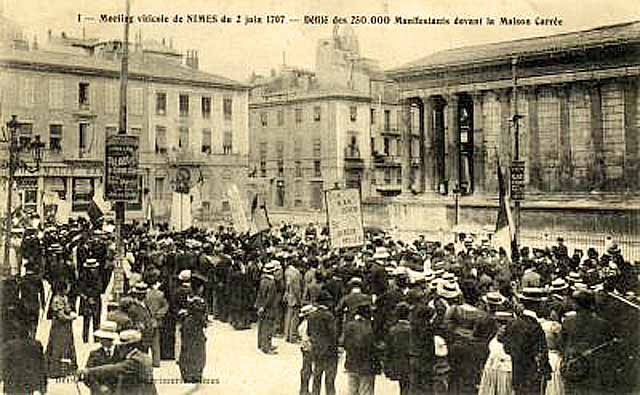
La manifestation à la hauteur de la Maison Carrée
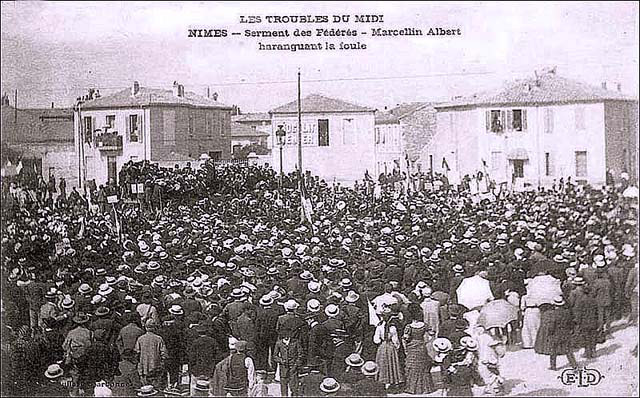
Discours final de Marcelin Albert à Nîmes
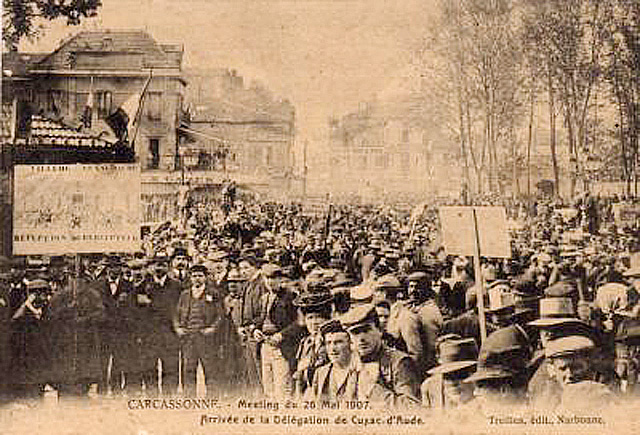
Arrivée d'une délégation accueillie par une pancarte Bienvenue aux sacrifiés
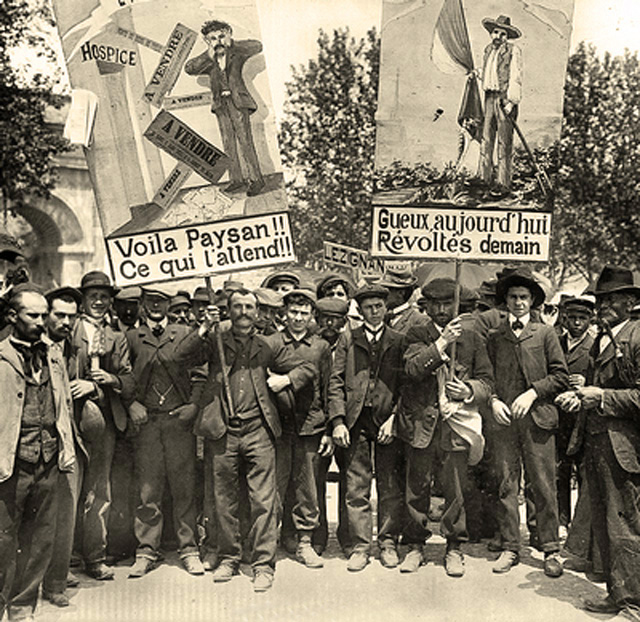
Les slogans de la manifestation de Carcassonne
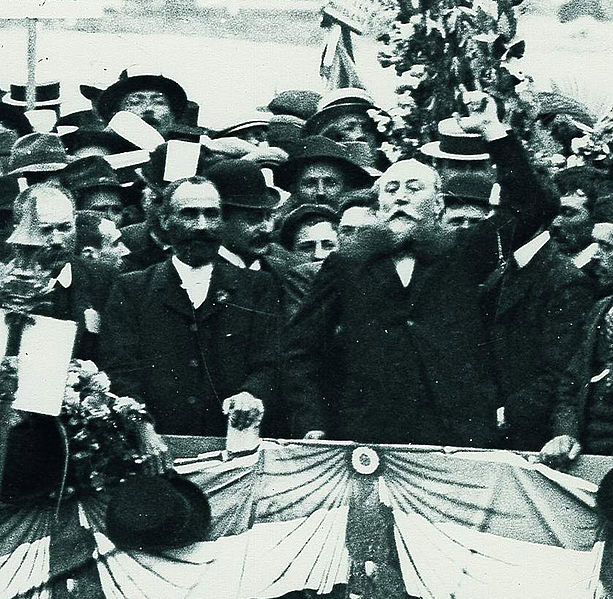
Ferroul et Albert glorifiant le passé cathare des Occitans
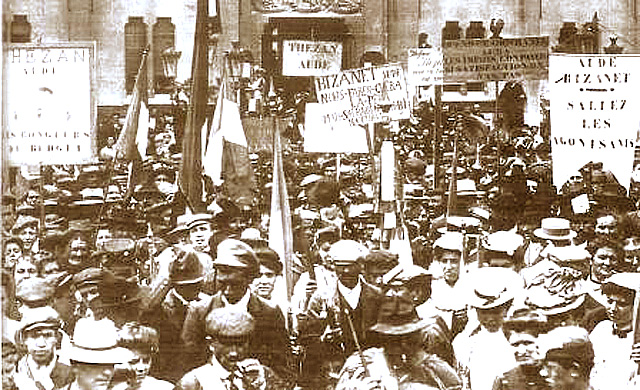
Les manifestants rassemblés par villages
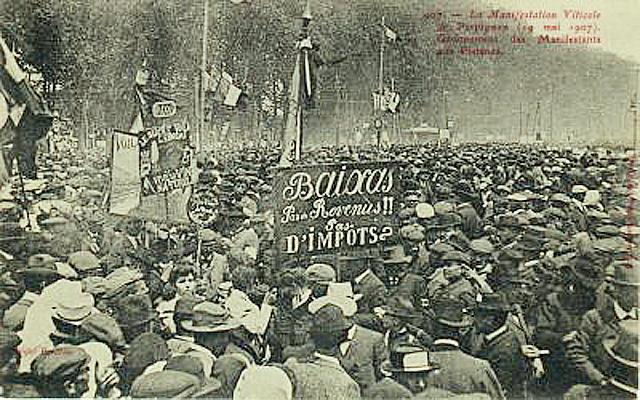
Regroupement des manifestants aux Platanes
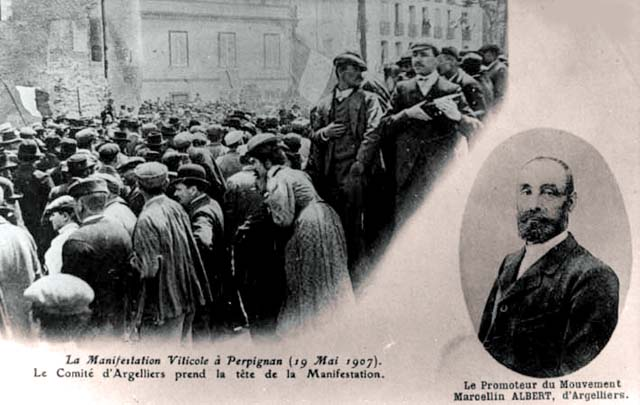
Le comité d'Argeliers prend la tête de la manifestation
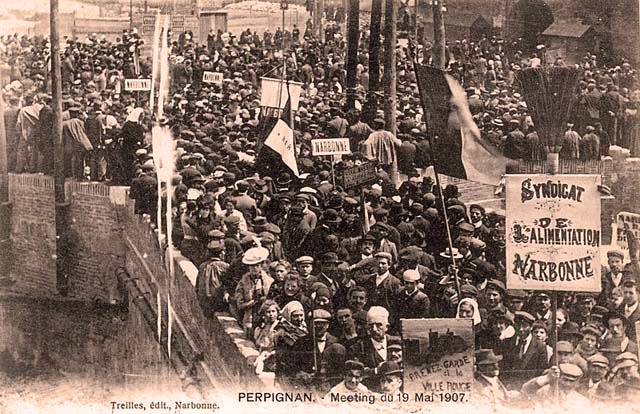
À Perpignan, les commerçants aux côtés des viticulteurs
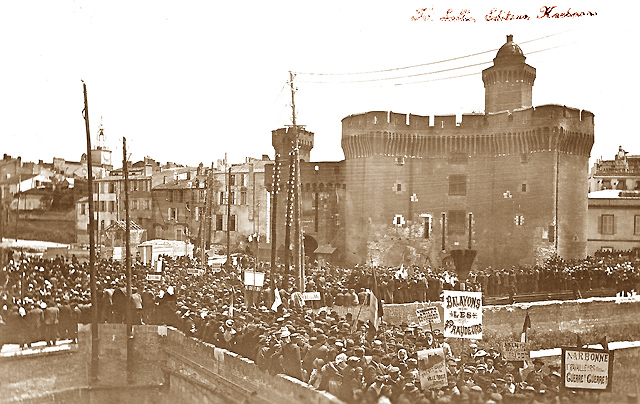
Les manifestants devant le Castillet

## La manifestation de Montpellier

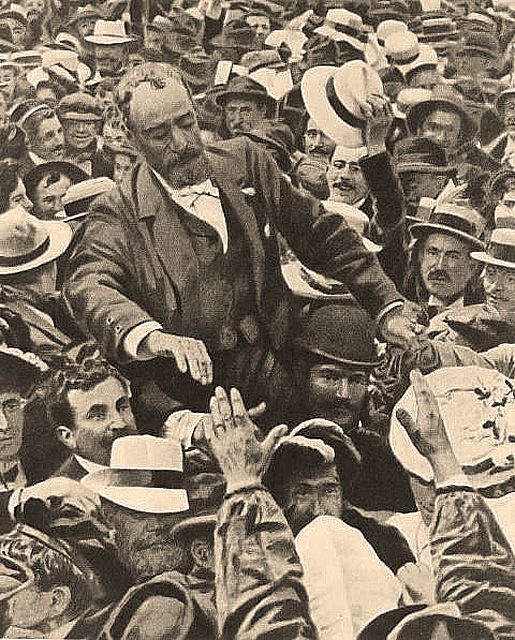
Marcelin Albert, le rédempteur, porté en triomphe à Montpellier, le 9 juin 1907.

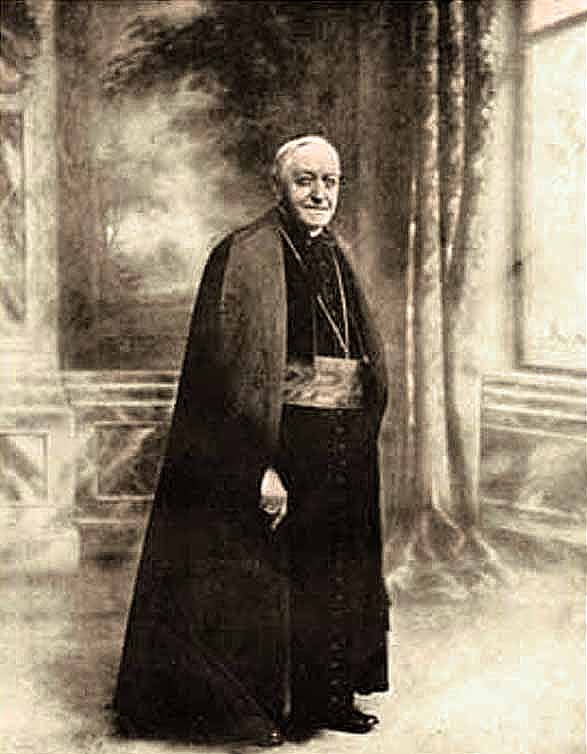
Anatole de Cabrières, évêque de Montpellier.

La date du 9 juin 1907, avec le gigantesque rassemblement de Montpellier va marquer l'apogée de la contestation vigneronne dans le Midi de la France. La place de la Comédie est envahie par une foule estimée entre 600 et 800 000 personnes. « En 1907, le bas Languedoc compte environ un million d'habitants. Cela signifie qu'un Languedocien sur deux manifeste. Cette mobilisation de masse dépasse d'ailleurs les courants politiques ou idéologiques, puisque l'on voit marcher côte à côte des sympathisants de la gauche socialiste et de la droite royaliste ».
C'est la plus grande manifestation de la troisième République. Dans son discours, Ernest Ferroul, en tant que maire de Narbonne appelle à la démission de tous ses collègues du Languedoc-Roussillon. Il prône ouvertement la désobéissance civique. Quant à Marcelin Albert, il prononce un tel discours que le journaliste du Figaro en fut bouleversé et écrivit : « C’était fou, sublime, terrifiant ».
La révolte vigneronne reçoit l'aval de toutes les tendances politiques. Des royalistes aux radicaux, tous soutiennent activement le mouvement. Tout le Languedoc est ligué contre Clemenceau, président du Conseil. L'Église catholique ouvre même les portes de sa cathédrale et de ses églises. Un communiqué de l'évêque Anatole de Cabrières, fait savoir qu'y seront accueillis pour y passer la nuit les femmes, les enfants et les viticulteurs grévistes,.

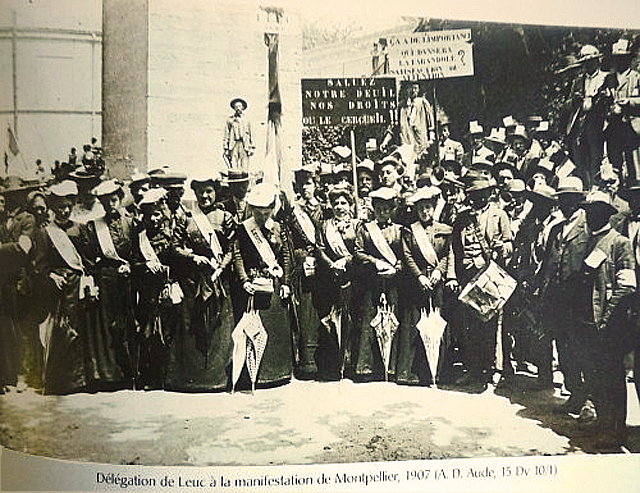
Les dames de Leuc à Montpellier
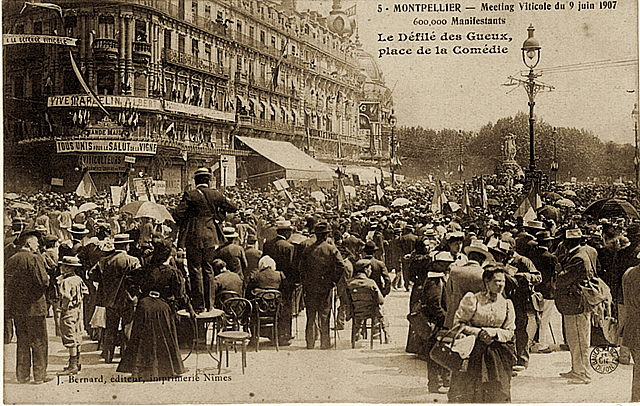
Les Gueux, place de la Comédie
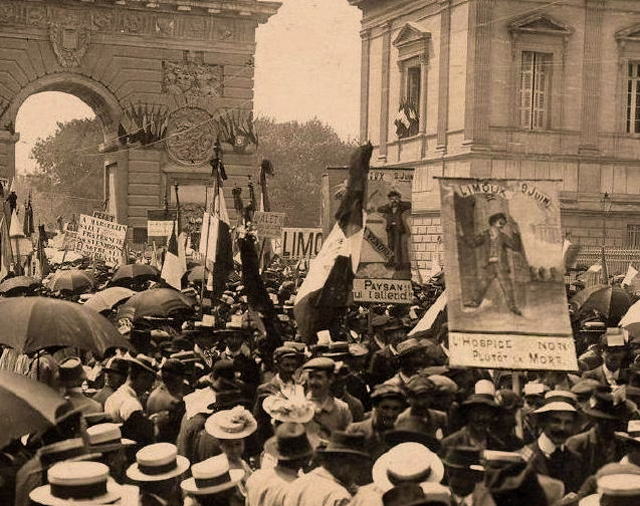
La foule devant l'Arc de triomphe
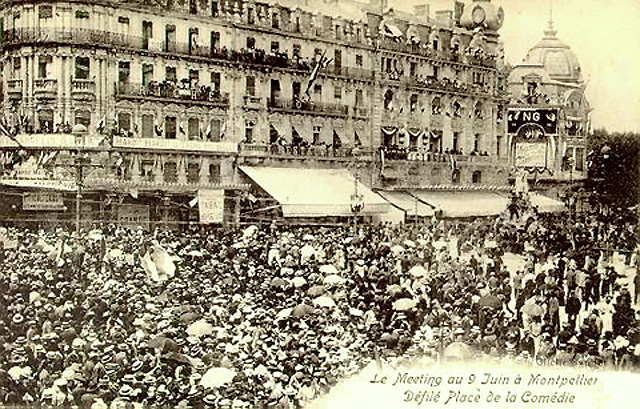
Les manifestants envahissent la Place de la Comédie
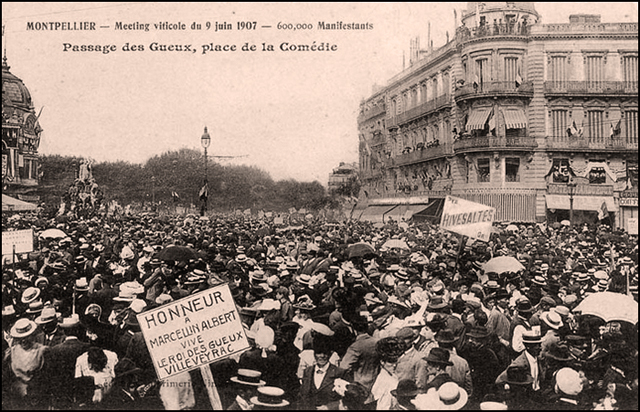
Le 9 juin 1907, pancarte à la gloire de Marcelin Albert

Le même jour, de l'autre côté de la Méditerranée, près de 50 000 personnes défilent dans les rues d'Alger pour soutenir leurs collègues métropolitains. Le bruit ayant couru que l'armée était prête à intervenir, Pierre Le Roy de Boiseaumarié, avocat de formation, futur président de l'INAO et de l'OIV, dont la famille était installée à Vendargues, mit le feu à la porte du palais de justice de Montpellier pour empêcher la troupe qui s'était cantonnée à l'intérieur de tirer sur les manifestants.

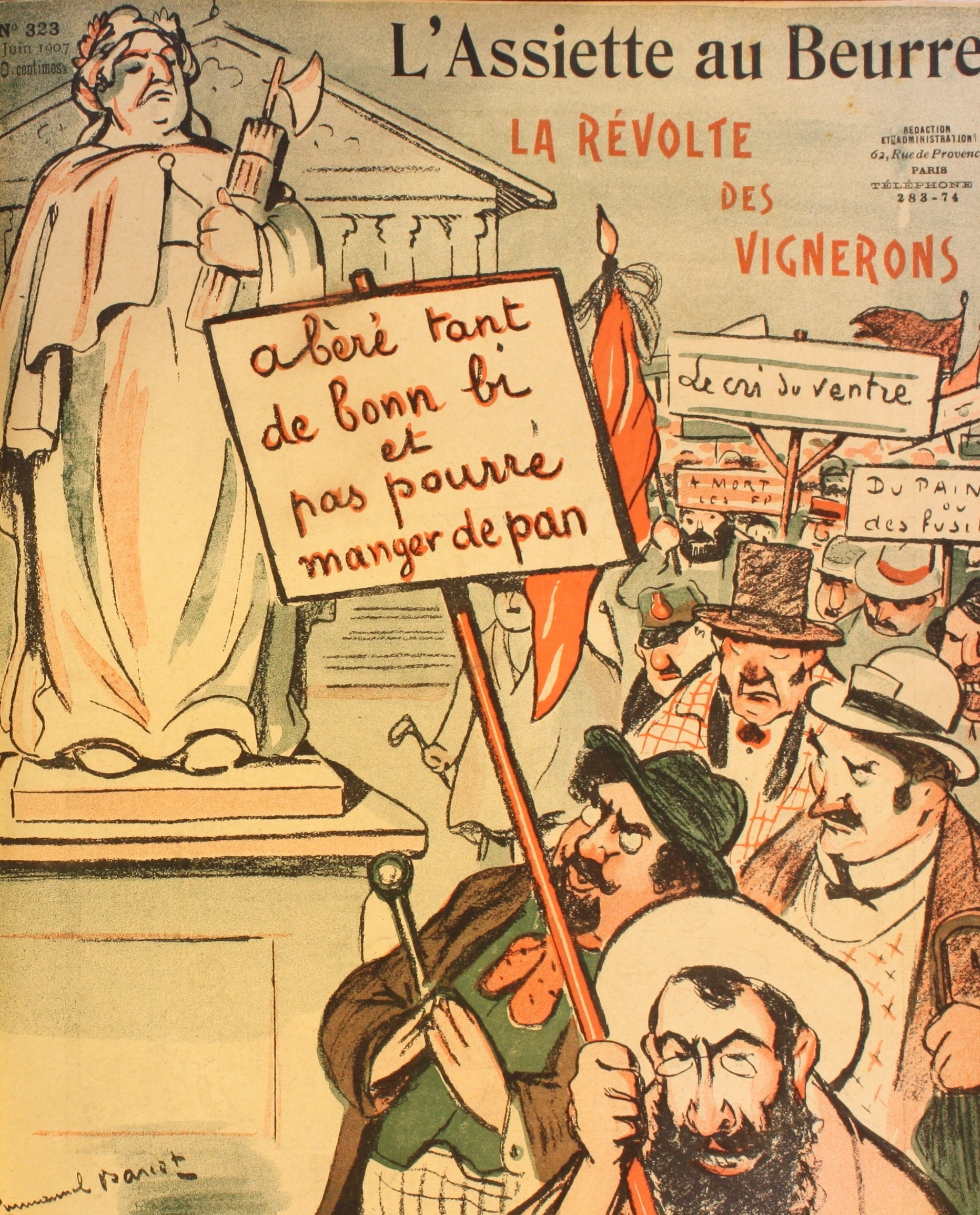
La révolte des vignerons, une de L'Assiette au beurre par Emmanuel Barcet.

Le 10 juin marque la fin de l’ultimatum posé au gouvernement. Tandis que Clemenceau compte sur un pourrissement et un essoufflement de la révolte, la commission parlementaire dépose son rapport au Parlement qui entreprend l’examen du projet de loi de Caillaux. Face à une lenteur législative calculée, à Narbonne, Ernest Ferroul décide d'annoncer publiquement sa démission de maire. Devant 10 000 personnes, du haut du balcon de l’Hôtel de Ville, il fait savoir « Citoyens, citoyennes je tiens mon pouvoir de vous, je vous le rends ! La grève municipale commence ». Cette prise de position face à l'absence de solution gouvernementale est approuvée par 442 municipalités du Languedoc Roussillon qui démissionnent dans la semaine. Des drapeaux noirs fleurissent sur les façades des mairies et la désobéissance civique est déclarée. C'est la fronde des élus. Pendant ce temps, des heurts entre manifestants et forces de l’ordre deviennent monnaie courante,.
Le 11 juin, Jean Jaurès, qui s'est fait le défenseur de la cause vigneronne à la chambre des députés, dépose avec Jules Guesde une contre-proposition de loi. Les deux députés socialistes y proposaient la nationalisation des domaines viticoles. Le lendemain, Clemenceau adressait une missive mi-menaçante, mi-ironique à tous les maires des communes viticoles du Languedoc et du Roussillon. Ce qui lui valut une cinglante réplique de la part d'Ernest Ferroul : « Monsieur Clemenceau, depuis le commencement de nos manifestations, nous a considérés comme de grands enfants, bons garçons, mais inconscients de leurs actes. Il est de ceux qui pensent que dans le Midi tout finit par des chansons ou des farandoles. Il se trompe grandement, il ne nous connait pas ». Le chef du gouvernement charge alors Albert Sarraut d'amener Ferroul à la table de négociation. Le maire démissionnaire lui fait savoir : « Quand on a trois millions d'hommes derrière soi, on ne négocie pas ».

### La répression

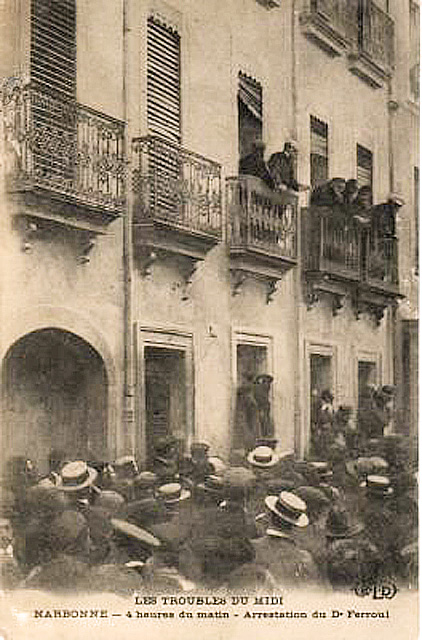
Arrestation du docteur Ferroul, le 19 juin 1907 à du matin.

Jusqu'alors, les manifestations dominicales s'étaient déroulées dans le calme et la discipline. Elles se voulaient pacifiques. Mais Clemenceau jugea que force devait rester à la loi et pour rétablir l'ordre fit appel à l'armée. Depuis le 17 juin, 22 régiments d’infanterie et 12 régiments de cavalerie occupaient tout le Midi, soit 25 000 fantassins et 8 000 cavaliers. La gendarmerie reçut alors ordre d’incarcérer les responsables des manifestations. Albert Sarraut refusa de cautionner cette politique et démissionna du gouvernement.
Le 19 juin, Ernest Ferroul est arrêté au petit matin à son domicile à Narbonne par les militaires du 139e régiment d'infanterie, et emprisonné à Montpellier. Trois autres membres du comité de défense viticole se livrent aux gendarmes à Argeliers. La nouvelle de l'arrestation programmée de tous les membres du Comité d'Argeliers met le feu aux poudres.

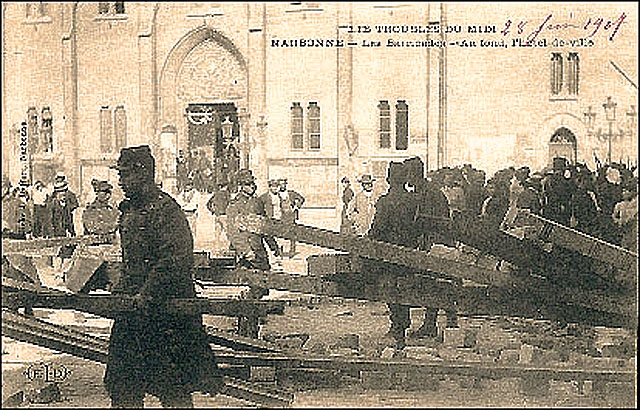
Barricades à Narbonne devant l'Hôtel de Ville.

La foule entrave la progression des gendarmes en se couchant par terre. Narbonne est en état de siège, une manifestation spontanée se crée qui réclame la libération des membres du Comité et crie à la vengeance. Des incidents éclatent durant toute la journée, la sous-préfecture est prise d'assaut, des barricades barrent les rues. Le soir, dans la confusion générale, la cavalerie tire sur la foule. Il y a deux morts, dont un adolescent de 14 ans,. Marcelin Albert, qui n'a pas été arrêté, est caché dans le clocher d'Argeliers. Un nouveau comité de défense clandestin est aussitôt formé. Louis Blanc en assume la direction.
Dans les départements du Gard, de l'Hérault, de l'Aude et des Pyrénées-Orientales, les conseils municipaux démissionnent collectivement — il y en aura jusqu'à 600 —, certains appellent à la grève de l'impôt. La situation devient de plus en plus tendue, les viticulteurs furieux attaquent perceptions, préfectures et sous-préfectures.

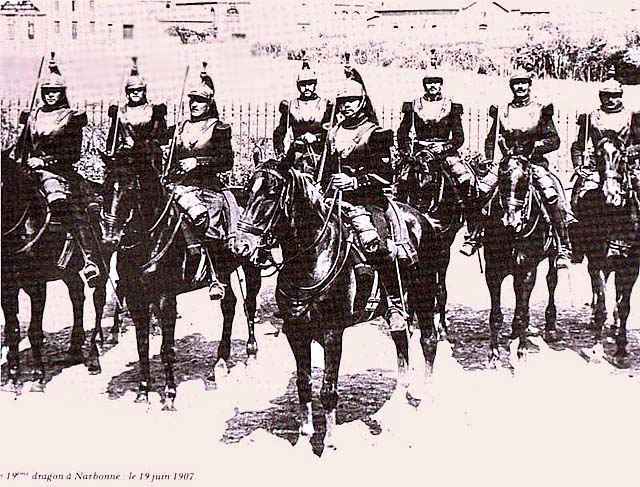
Les cuirassiers à Narbonne, le 19 juin 1907.
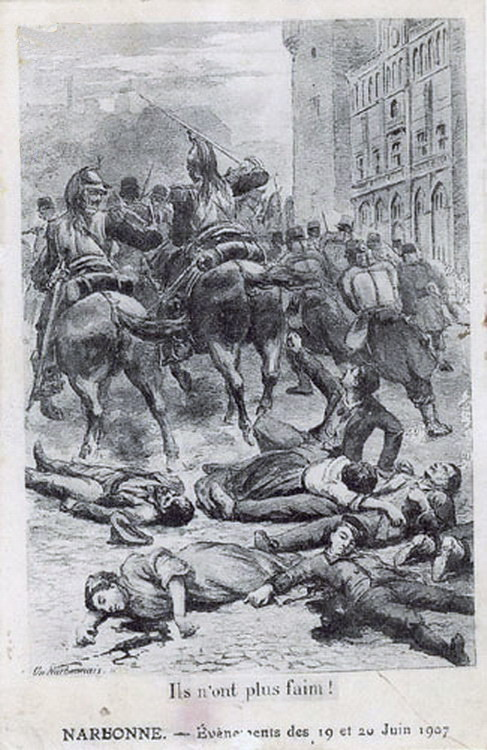
Charge de la cavalerie lors des journées des 19 et 20 juin 1907.
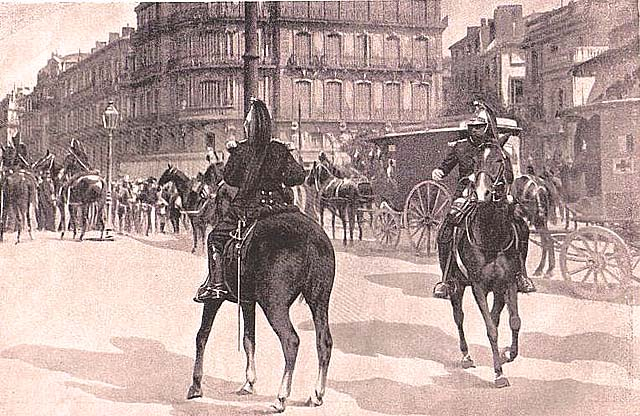
Les Dragons quadrillent les rues de Narbonne, 20 juin 1907.

Le lendemain 20 juin, la tension monte encore et le Midi s'embrase. À Perpignan, la préfecture est pillée et incendiée. Le préfet Dautresme doit se réfugier sur le toit. À Montpellier, la foule se heurte aux forces armées. À Narbonne, l’inspecteur de police Grossot, l'un des auteurs de l’arrestation de Ferroul, est pris à partie et mis à mal par la foule. Pour le dégager, il est donné ordre à la troupe de tirer sur les manifestants. Les coups de feu font cinq morts dont une jeune femme, âgée de 20 ans, Julie (dite Cécile) Bourrel qui se trouvait là par hasard, venue à Narbonne en ce jour de marché. Près de 33 blessés gisent à terre. Dans le café Paincourt, qui a été mitraillé, agonise l'ouvrier Louis Ramon.

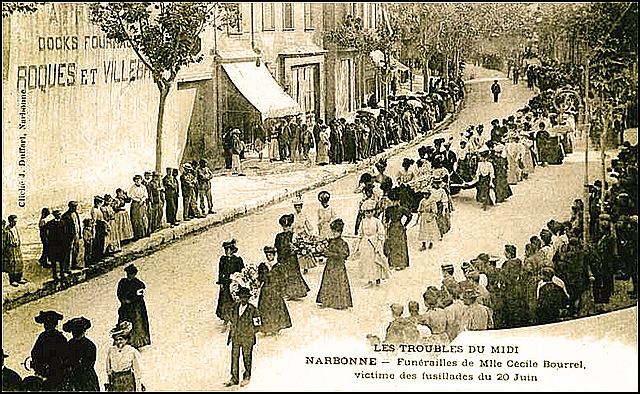
Funérailles de Cécile Bourrel.
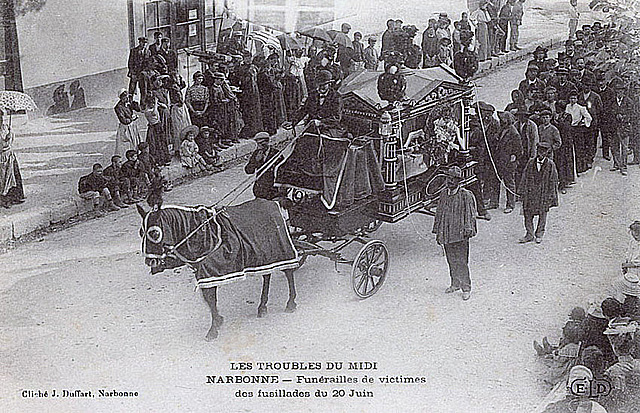
Funérailles des victimes des fusillades du 20 juin.
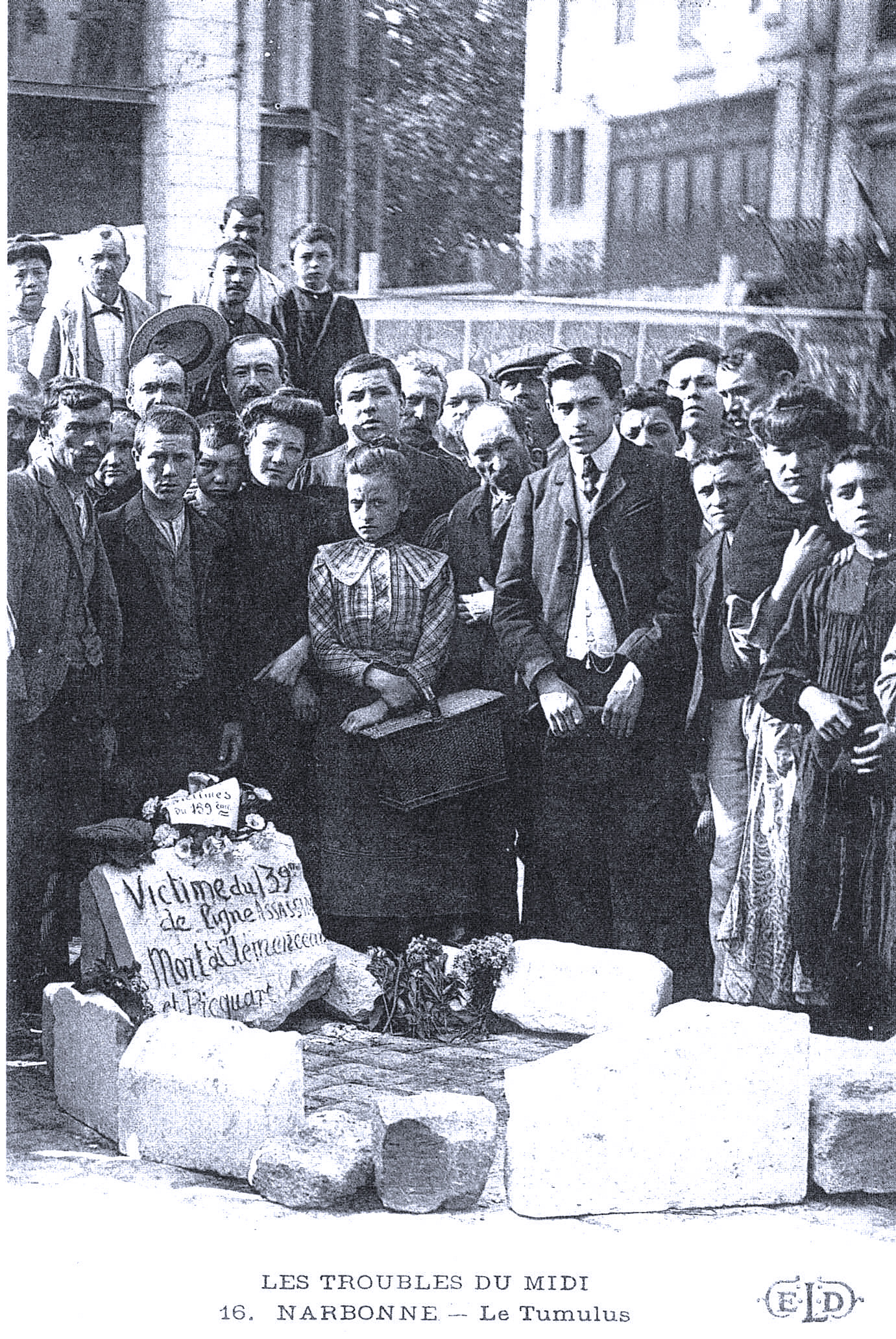
19 juin 1907, tumulus d'une victime du 139e régiment de ligne.
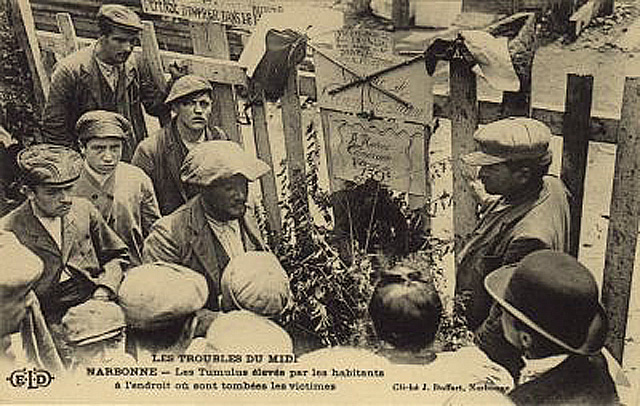
Tumulus à la mémoire d'une victime du 20 juin 1907.
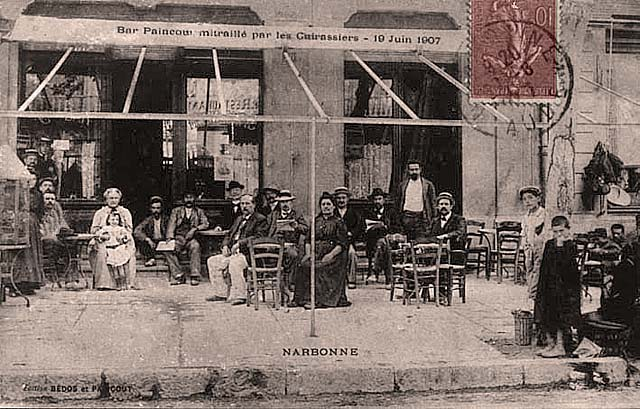
Bar Paincourt mitraillé par les cuirassiers.

Le 22 juin, à Narbonne, 10 000 personnes assistent aux obsèques de Cécile. Cet enterrement fut la dernière grande manifestation du Midi viticole. Entre-temps, le Parlement ayant renouvelé sa confiance au gouvernement, L'Humanité de Jaurès constate en cinq colonnes à la une « La Chambre acquitte les massacreurs du Midi ».

### Les mutins du17e

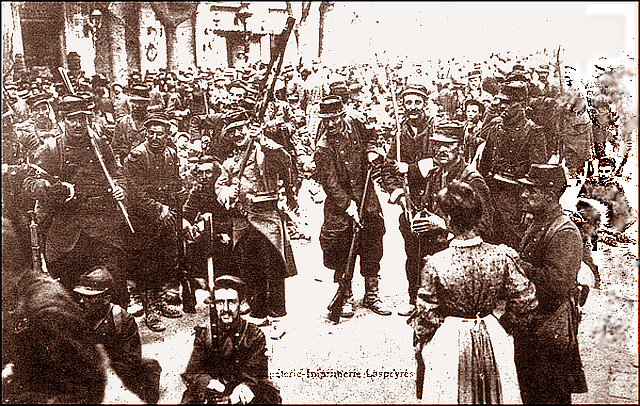
Les soldats du 17e, sur les allées Paul Riquet à Béziers. Au premier plan, une femme en tablier contemple la scène. À l’arrière-plan, on distingue une foule de sympathisants.

Le 17e régiment d'infanterie de ligne, composé de réservistes et de conscrits du pays, avait été déplacé de Béziers à Agde le 18 juin 1907. Le soir du 20 juin, apprenant la fusillade, environ 500 soldats de la 6e compagnie du 17e régiment se mutinent, ils pillent l’armurerie et prennent la direction de Béziers.
Ils parcourent une vingtaine de kilomètres en marche de nuit. Le 21 juin, en début de matinée, ils arrivent en ville. Accueillis chaleureusement par les Biterrois, « ils fraternisent avec les manifestants, occupent les allées Paul Riquet et s'opposent pacifiquement aux forces armées en place ». Les soldats s'installent alors sur les Allées Paul Riquet, mettent crosse en l’air. La population leur offre vin et nourriture.
Le Midi est au bord de l'insurrection. À Paulhan, la voie ferrée est mise hors service par des manifestants qui stoppent ainsi un convoi militaire chargé de mater les mutins. À Lodève, le sous-préfet est pris en otage. Les autorités militaires ne peuvent accepter cette mutinerie. L'exemple du 17e régiment peut donner des idées similaires à d'autres régiments de la région.
À Paris, la République tremble, Clemenceau doit faire face à un vote de défiance. Il joue son va-tout en intimant au commandement militaire de chasser les mutins dans la journée. Il y a négociation, et dans l’après-midi, après avoir obtenu la garantie qu’aucune sanction ne leur sera infligée, les soldats du 17e déposent les armes et se dirigent vers la gare sous bonne escorte et sans aucun incident majeur. Le 22 juin, par train, ils regagnent leur caserne agathoise. Clemenceau annonce la fin de la mutinerie et obtient la confiance au gouvernement par 327 voix contre 223. Le 23 juin une loi est enfin votée, qui réprime la chaptalisation massive des vins,.

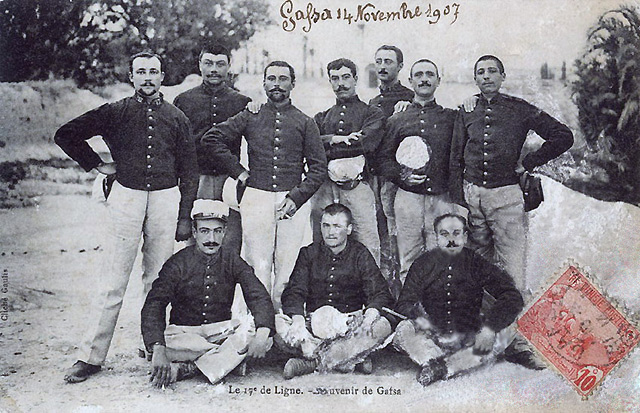
d'infanterie de ligne à Gafsa.

La négociation et l’ampleur du mouvement permettent d’éviter une punition collective : les mutins du 17e sont affectés à Gafsa (Tunisie), lieu de cantonnement de compagnies disciplinaires ; mais ils restent en dehors de ce cadre, sous un statut militaire ordinaire. Il n'y eut donc pas de sanctions pénales à la révolte du 17e, contrairement à la légende qui courut à ce sujet. Cependant, durant la Première Guerre mondiale, poursuivis par leur réputation de déserteurs, ils furent nombreux à être envoyés en première ligne notamment dans les assauts sanglants de 1914. C'est à la suite de ces événements que les conscrits effectueront leur service militaire loin de chez eux.
La mutinerie des soldats du 17e est restée célèbre notamment par les paroles de la chanson de Montéhus Gloire au 17e, dont le refrain clame : « Salut, salut à vous, Braves soldats du dix-septième… ».
Georges Clemenceau était assez homme d'État pour analyser la situation. La mobilisation du Midi viticole et la mutinerie du 17e qui lui a fait suite étaient inquiétantes. La révolte s'amplifiait chaque semaine et menaçait de gagner d'autres régions viticoles. La solidarité des élus locaux et nationaux menaçait de saper la majorité gouvernementale. Mais le plus inquiétant restait la mutinerie des soldats. Les gouvernements de la Troisième République utilisaient l'armée pour faire régner l'ordre social, le refus de la troupe de réprimer menaçait le pouvoir laissé sans protection armée face à une classe ouvrière et une paysannerie mobilisées.

## Sortie de la crise de 1907

### Marcelin Albert rencontre Clemenceau

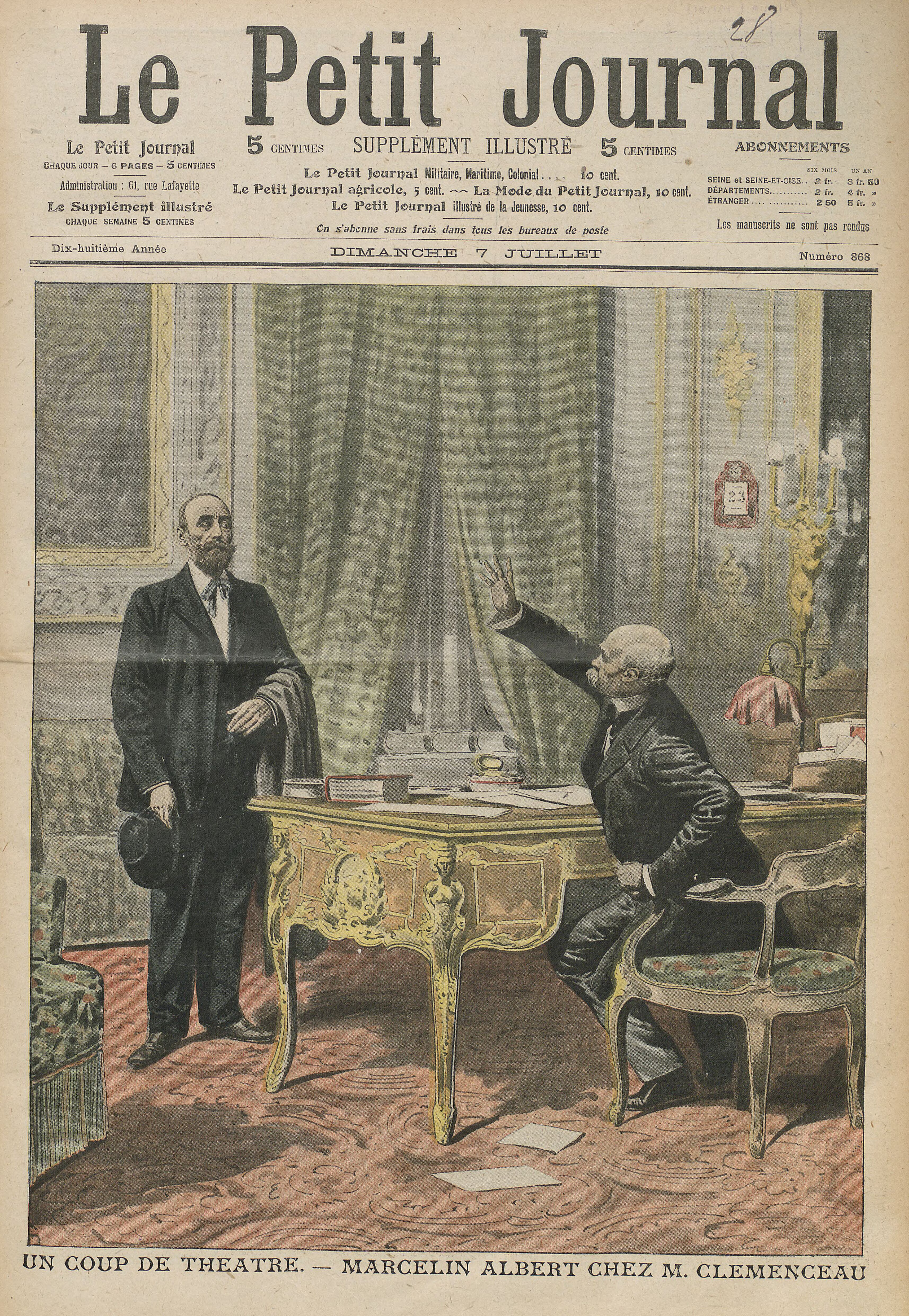
Marcelin Albert face à Clemenceau, à la une du Petit Journal du 7 juillet 1907.

Une aide inattendue lui vint d'Argeliers. Pourchassé par la police, Marcelin Albert est contraint de se cacher puis de se sauver à Paris où il arrive le 22 juin. L'Assemblée nationale, en plein débat sur le projet de loi contre la fraude, refuse de le recevoir. Informé, Georges Clemenceau, accepte de lui accorder une audience. Le président du conseil, le reçoit le 23, place Beauvau en tant que ministre de l'Intérieur.
Au cours de leur entrevue, il fait promesse de réprimer la fraude si, en contrepartie, Albert retourne dans le Languedoc pour calmer la rébellion. Son interlocuteur accepte même de se constituer prisonnier. Clemenceau lui signe un sauf-conduit pour retourner dans l’Aude et lui remet cent francs pour payer son retour en train. Marcelin Albert a la naïveté d'accepter,.
Le chef du gouvernement va en profiter pour donner sa version aux journalistes de la presse politique en mettant particulièrement en exergue l'histoire du billet de banque. Les quotidiens nationaux en font leurs choux gras et Marcellin Albert du statut de rédempteur passe dès lors à celui de vendu. Le 24 juin, il est de retour à Narbonne. Il rencontre les membres du nouveau comité de défense et tente de les convaincre de suspendre le mouvement. Mais l’entretien avec Clemenceau a totalement discrédité Albert aux yeux de ses compagnons. Il manque de se faire lyncher par ses anciens amis. Le 26 juin, Albert se rend à Montpellier pour se constituer prisonnier. Lors de sa libération, devenu persona non grata dans l'Aude, il doit partir s'installer en Algérie. Là, les viticulteurs se cotisent pour celui qui a défendu leur profession, mais Marcelin Albert meurt dans la misère.
[réf. nécessaire].

### La loi anti-fraude

À bas l'intermédiaire

Le 29 juin 1907, sous la pression des évènements, le parlement est réuni. Jean Jaurès intervient et met en garde ses collègues : « L'événement qui se développe là-bas, et qui n'a pas épuisé ses conséquences, est un des plus grands événements sociaux qui se soient produits depuis trente-cinq ans. On a pu d'abord n'y pas prendre garde ; c'était le Midi et il y a une légende du Midi. On s'imagine que c'est le pays des paroles vaines. On oublie que ce Midi a une longue histoire, sérieuse, passionnée et tragique ». La loi protégeant le vin naturel contre les vins trafiqués est adoptée. Elle interdit la fabrication et la vente de vins falsifiés ou fabriqués. Tous les propriétaires doivent désormais déclarer la superficie de leurs vignobles. Le législateur impose également les déclarations de récolte et de stock, et le droit pour les syndicats de se porter partie civile dans les procès pour fraudes.
Le même jour, les parlementaires promulguent une loi « tendant à prévenir le mouillage des vins et l'abus du sucrage par une surtaxe sur le sucre et obligation de déclaration par les commerçants de vente de sucre supérieur à 25 kilos ». La loi du 15 juillet complète celle du 29 juin en réglementant la circulation des vins et des alcools.
Le 31 août, le gouvernement accepte d'exonérer d'impôts les viticulteurs sur leurs récoltes de 1904, 1905 et 1906. Le 3 septembre, parait un nouveau décret spécifiant que : « Aucune boisson ne peut être détenue ou transportée en vue de la vente ou vendue sous le nom de vin que si elle provient exclusivement de la fermentation alcoolique du raisin frais ou du jus de raisin ». Ainsi, la fraude devient quasiment impossible. Le 21 octobre, un autre décret institue le « service de la répression des fraudes » et définit ses fonctions, son autorité et ses moyens.

### Confédération générale des vignerons du Midi

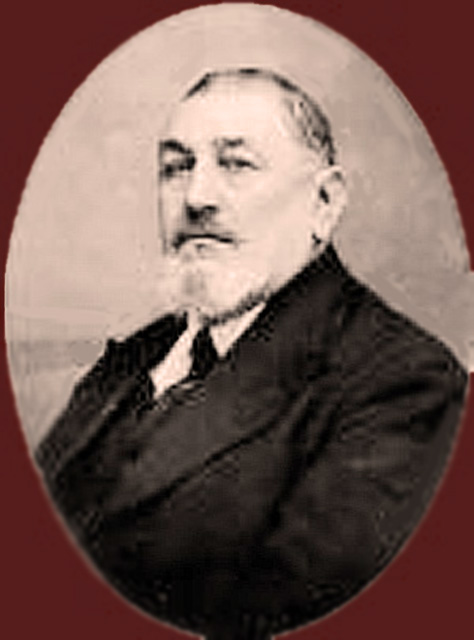
Élie Bernard, Secrétaire Général de la Confédération Générale des Vignerons du Midi (CGV)
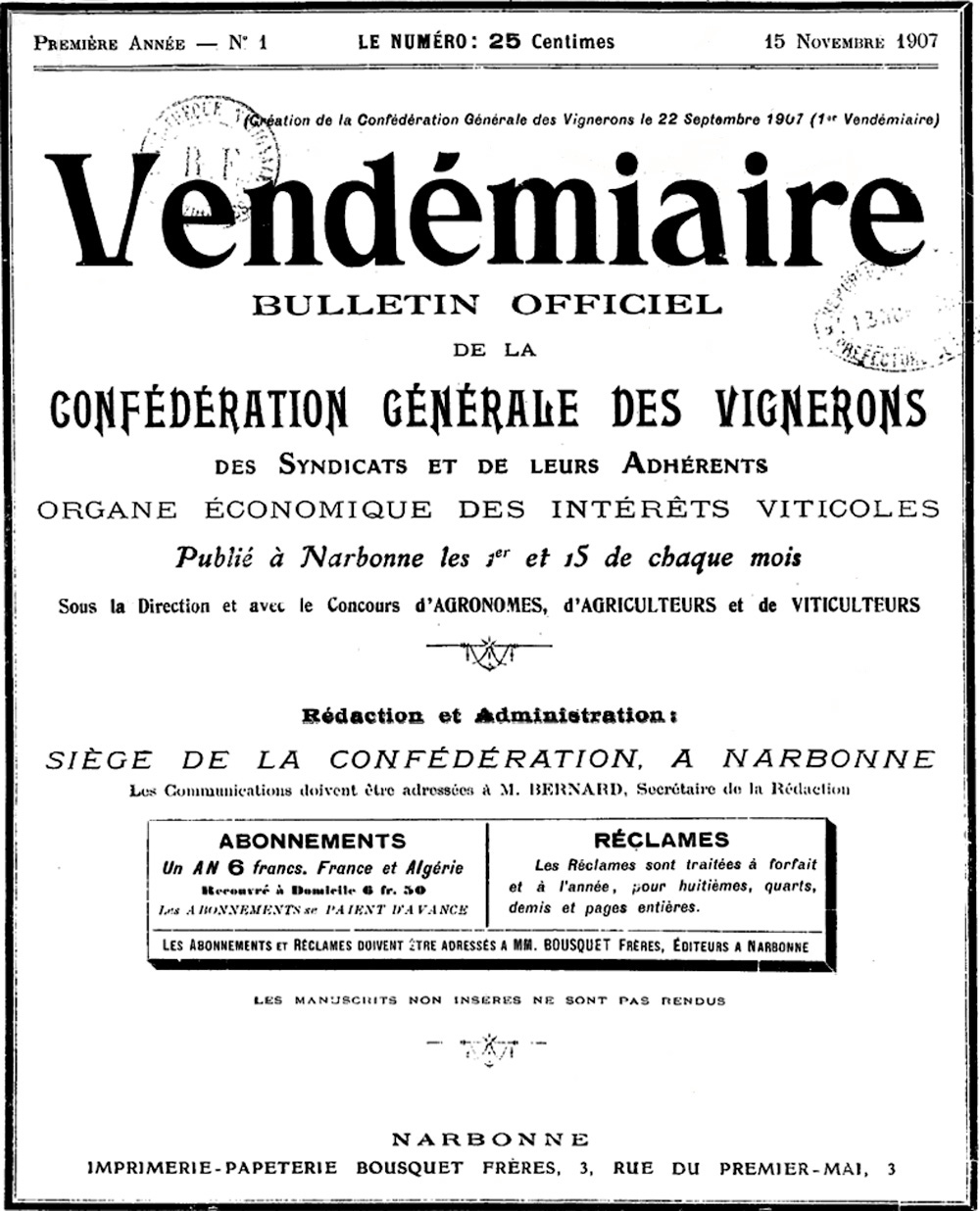
No 1 du Vendémiaire, bulletin officiel de la Confédération Générale des Vignerons du Midi (CGV)
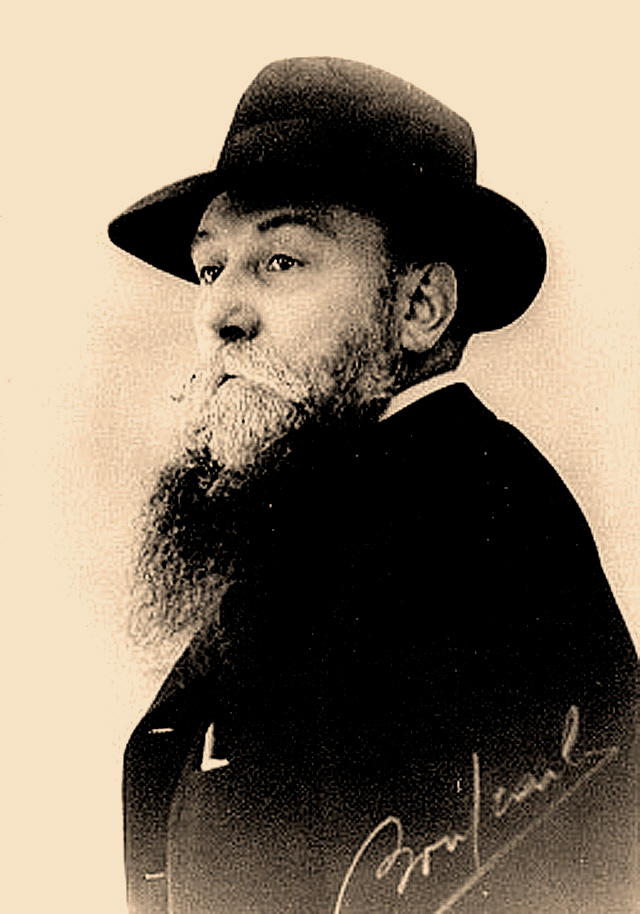
Ernest Ferroul, premier président de la Confédération Générale des Vignerons du Midi (CGV)

Le 15 septembre, sort le dernier numéro du Tocsin qui devient le Vendémiaire. La page Marcelin Albert est définitivement tournée. Une semaine plus tard, le 22 septembre, le Comité de Défense Viticole se dissout en se constituant en Confédération générale de vignerons du Midi (CGV). Il se fixe comme mission principale la lutte contre la fraude et la protection des intérêts sociaux et économiques des producteurs. Le premier président de la CGV fut Ernest Ferroul et Élie Bernard devint son Secrétaire Général.
Depuis le 2 août, tous les dirigeants emprisonnés, membres du comité d’Argeliers, avaient été libérés en signe d'apaisement. Le 5 octobre, les personnes considérées comme les responsables des manifestations et des émeutes sont déclarées passibles de la cour d’assise. Mais de recours en appels, le procès n’aura jamais lieu et tous furent graciés en 1908.

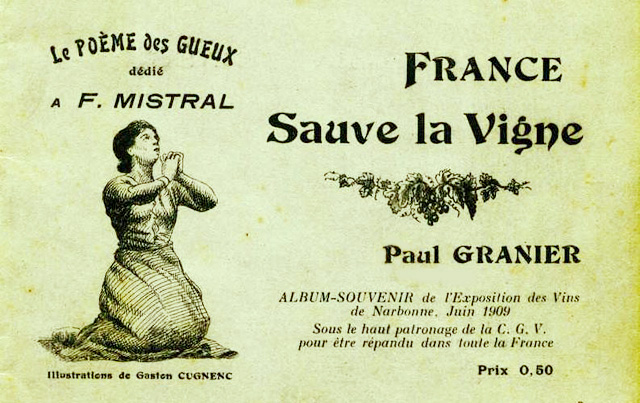
Plaquette souvenir de la CGV éditée lors du salon de Narbonne en 1909
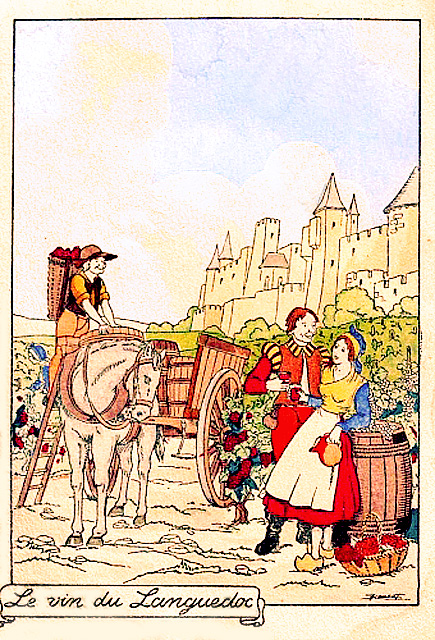
Carte à la gloire du vin du Languedoc (1911)
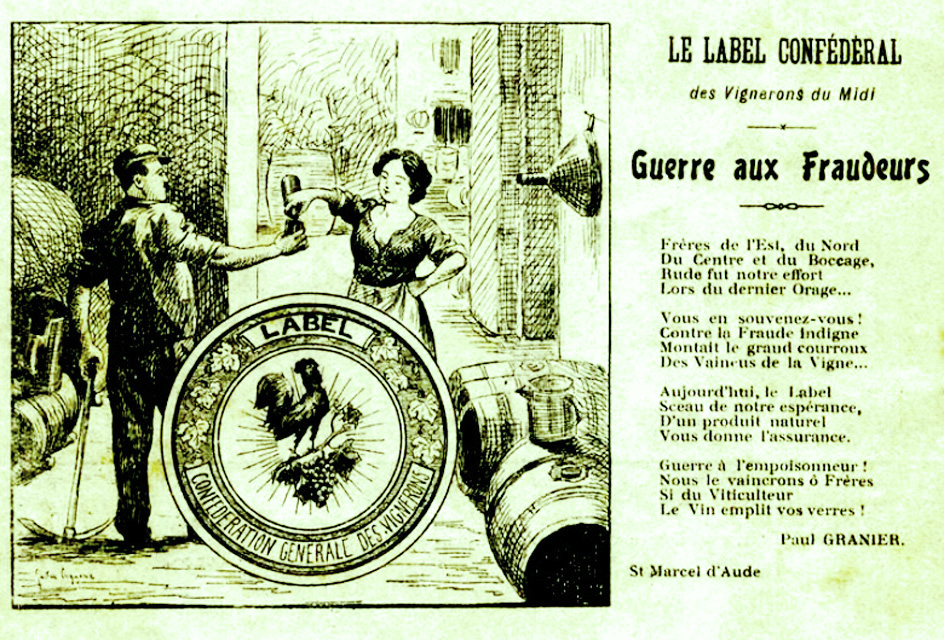
Label confédéral de la CGV, assurance d'un vin naturel

## Sortie de la crise de surproduction

### Le pinard des poilus

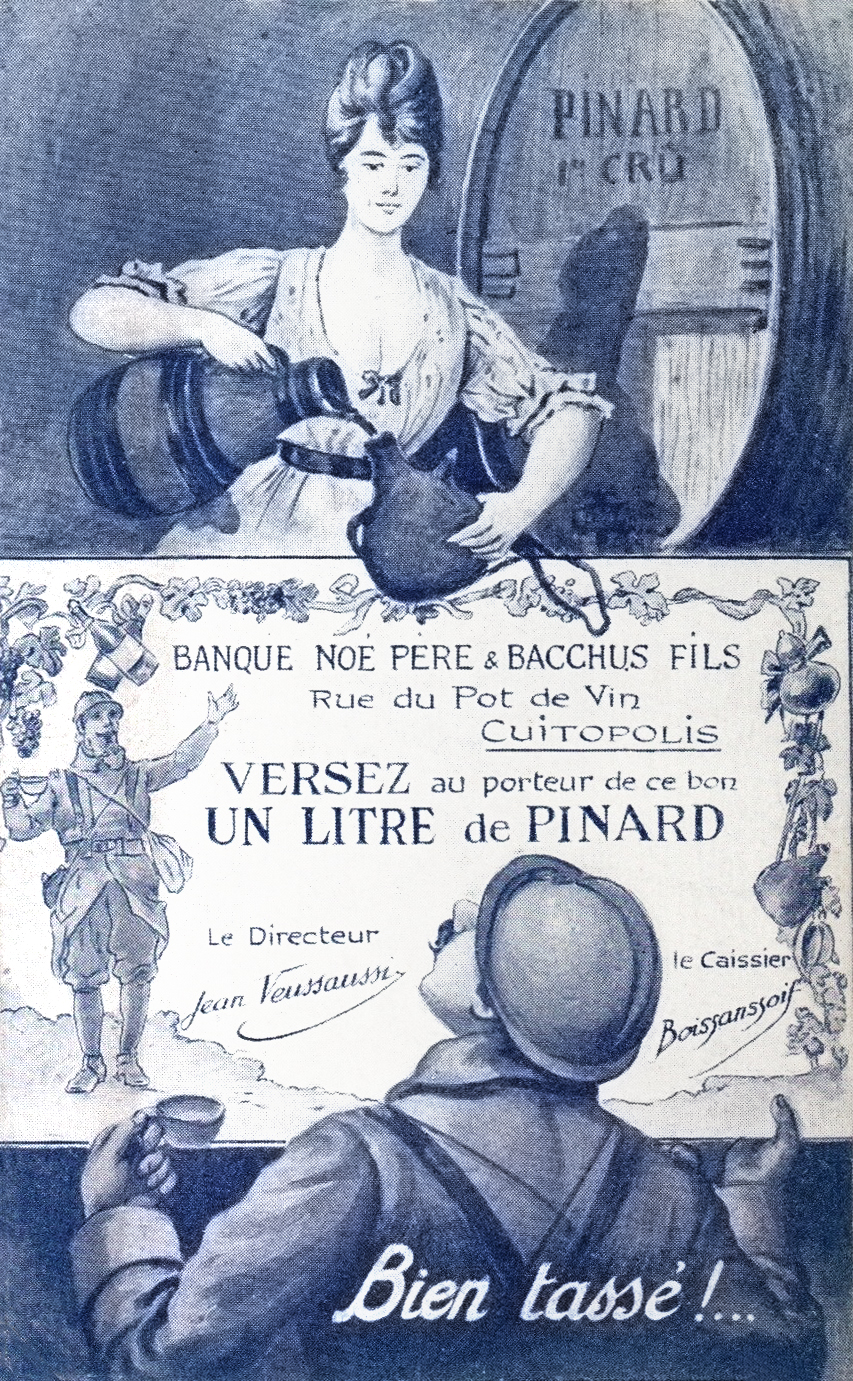
Une cantinière généreuse : un litre de pinard.

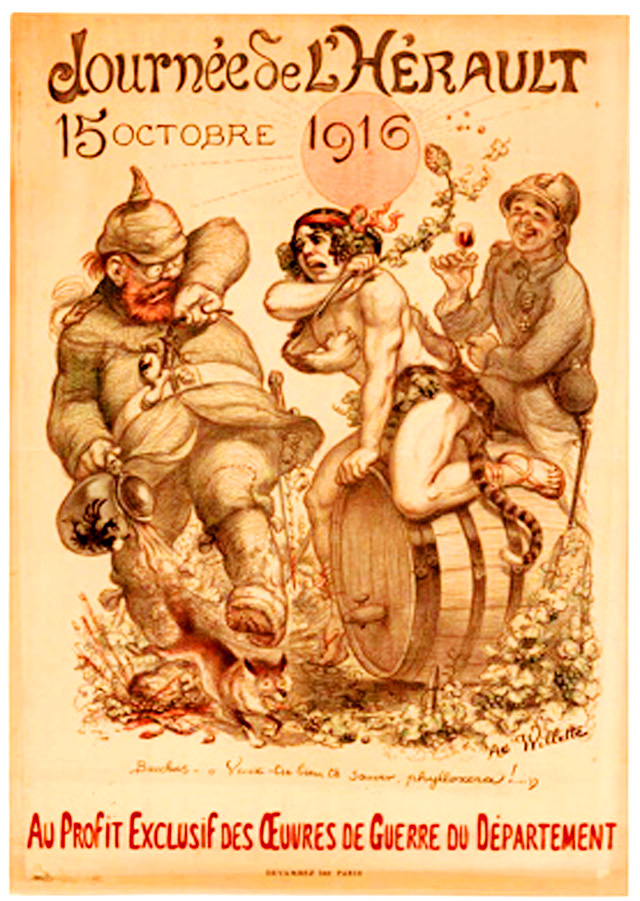
Bacchus chassant le Prussien, nouveau phylloxéra.

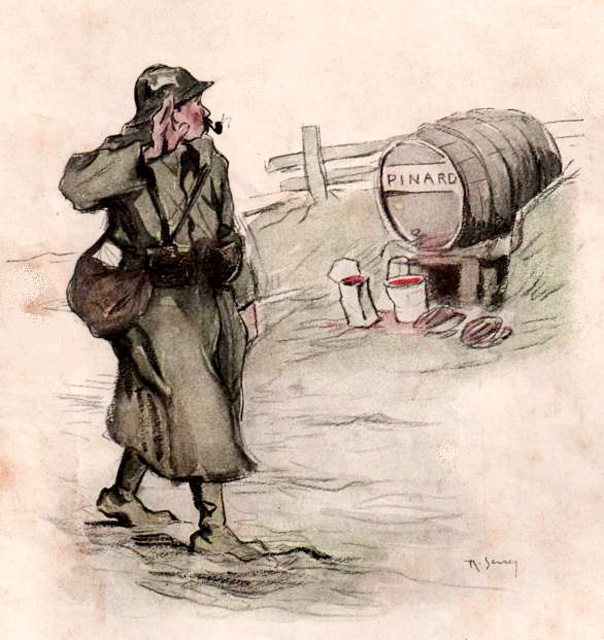
Le salut au Père Pinard.

Cette surproduction chronique allait d'abord être absorbée par les poilus de la Première Guerre mondiale. Jusqu'alors, le vin ne faisait pas partie de l'ordinaire du soldat ni en temps de paix, ni en temps de guerre. « L'eau est la boisson habituelle du soldat », spécifiait le règlement intérieur des armées.
Dès octobre 1914, l'Intendance avertie d'une prévisible guerre de longue durée, afin d'améliorer la vie dans les tranchées ajouta à l'ordinaire des troupes une ration de vin. C'était l'acte de naissance du Père Pinard, un vin fort médiocre, qui avait « trop peu ou goût de rien ».
Comme il fallait faire dans l'uniforme, le pinard du poilu, c'est-à-dire le vin rouge, fut un assemblage de vins à faible degré (Maconnais, Beaujolais ou Charentes), avec la production au degré élevé du Languedoc-Roussillon, de l'Algérie et de la Tunisie. Le seul but était d'atteindre 9°.
Tout soldat reçut quotidiennement un quart de vin, approvisionnement relativement facilité par l'abondante vendange de 1914. Cette ration fut reconnue insuffisante et doublée par le Parlement, en janvier 1916.
Cette même année, après la victoire de Verdun, Jean Richepin se fit un devoir d'écrire : « Dans des verres de paysans, ainsi que dans des calices touchés d'une main tremblante, qu'ils y boivent le pinard des poilus, versé par nos cantinières silencieuses et payé le plus cher possible au bénéfice des veuves et des orphelins de France ».
Le pinard était donc investi d'une triple mission, soutenir le moral des troupes, tout en devenant un facteur de victoire et d'unité nationale. Ce demi-litre fut augmenté à partir de janvier 1918, et la ration passa à trois quarts de litre par jour.
La demande était donc énorme de la part de l'armée qui eut recours à la réquisition qui, cette année-là, concerna le tiers de la récolte française, colonies comprises. Le vin réquisitionné était laissé chez le producteur, afin de faciliter le stockage, et soutiré en fonction des besoins militaires. En contrepartie, le viticulteur ou la coopérative vinicole, recevait une prime de vingt centimes par hectolitre et par mois.
De ces caves, le vin était ensuite dirigé vers de grands entrepôts régionaux qui se situaient à Béziers, Sète, Carcassonne, Lunel et Bordeaux. De là, le pinard rejoignait en wagons-citernes les entrepôts à l'arrière du front avec un rythme de rotation de deux jours. Chaque convoi transportait une moyenne de 4 000 hectolitres. Immédiatement conditionné en fûts, le pinard rejoignait à nouveau en train les gares régulatrices, puis les cantonnements par camions automobiles.

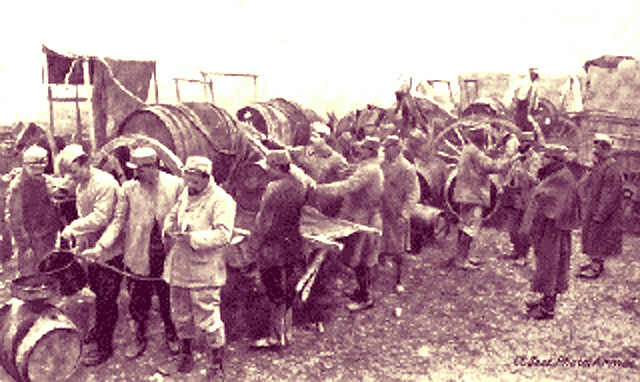
Arrivée des barriques de vin sur le front.
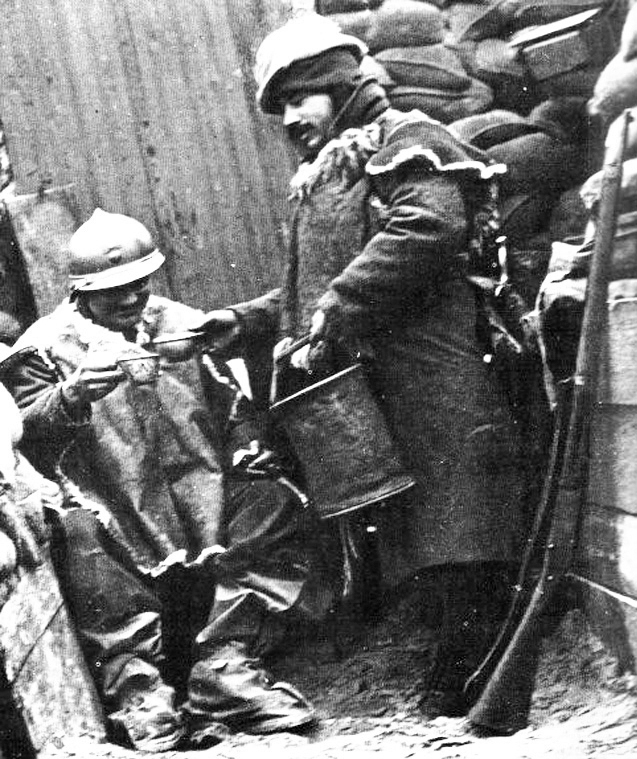
Distribution de pinard dans une tranchée l'hiver.
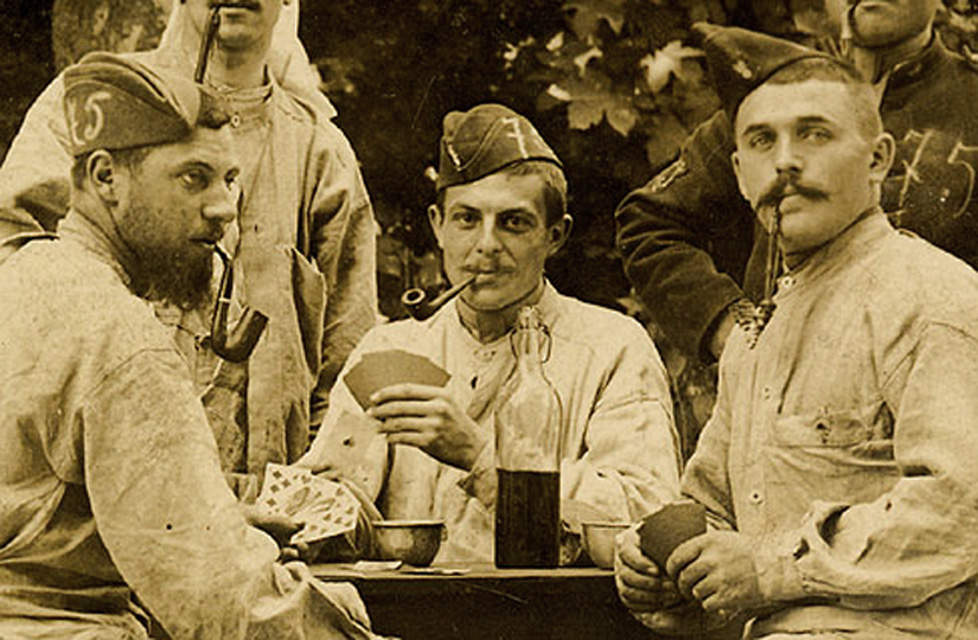
Pipe et pinard lors d'une permission derrière le front.

Cet approvisionnement massif des troupes eut pour effet un accroissement de l'alcoolisme sur cette génération d'hommes. Après 1918, il y eut à nouveau surproduction du vignoble. Elle fut palliée, en partie, par une augmentation de la consommation de vin. Celle-ci perdura jusqu'à juin 1940, où les restrictions imposèrent une abstinence nationale.

### Reconversion partielle du vignoble
Cependant, les effets endémiques de la crise viticole furent longs à résorber. Des milliers d'hectolitres de pinard furent distillés. Le Languedoc connut à partir des années 1920 jusqu'aux années 1970, un demi-siècle de crises successives, liées à la surproduction et à la mévente. On parlait de crises chroniques dues à la monoculture de la vigne. Il fallut attendre une reconversion agricole rendue possible par le creusement du canal du Bas-Rhône Languedoc, canal d'irrigation amenant l'eau du Rhône vers le sud du département du Gard et l'est du département de l'Hérault dans les années 1960 pour sortir progressivement de cette crise structurelle. Cet ouvrage porte le nom de Philippe Lamour, « père » de la politique d'aménagement du territoire en France et président de la Compagnie nationale d'aménagement de la région du Bas-Rhône et du Languedoc en 1955. Dans le sud du Gard et l'est de l'Hérault, il est une des ressources d'eau distribuée par le groupe BRL, issu de la Compagnie nationale d'aménagement de la région du Bas-Rhône et du Languedoc.

### Vins de pays d'Oc
La véritable sortie de la crise se fit grâce à la vinification sous le label vin de pays. La principale partie de la production languedocienne obtient le label par le décret du 15 octobre 1987, défendu par le Syndicat des Producteurs de Vin de Pays d’Oc. Aujourd'hui, le pays-d'oc, ancien vin de pays d'Oc jusqu'en 2009, est un vin français d'indication géographique protégée (le nouveau nom des vins de pays) régional produit sur l'ensemble du vignoble du Languedoc-Roussillon. Il s'agit d'un des vins français les plus importants : il représente près de la moitié de la production du vignoble languedocien, 60 % du volume de tous les IGP françaises avec 5,3 millions d'hectolitres produits en 2009, soit l'équivalent de 760 millions de bouteilles. Il s'agit aussi du vin le plus exporté, avec 2,1 millions d'hectolitres partis à l'étranger en 2009, soit 18 % des vins français exportés. Il existe également dans la région des IGP à terroir plus restreint : aude (ancien vin de pays de l'Aude), pays-d'hérault (ancien vin de pays de l'Hérault), gard (ancien vin de pays du Gard), Pyrénées-orientales (ancien vin de pays des Pyrénées-Orientales) ainsi que 57 IGP à dénomination de zone.

## Centenaire de la révolte
Le centenaire des manifestations des viticulteurs de 1907 a été inscrit sur la liste des célébrations nationales de l'année 2007. Lors de la célébration du centième anniversaire de la révolte des gueux, de nombreuses expositions et manifestations culturelles eurent lieu dans les départements de l’Aude, notamment à Argeliers, où est né le mouvement de 1907, et à Sallèles-d'Aude, à Coursan, ainsi que dans le Gard et les Pyrénées Orientales et dans l’Hérault, à Capestang et à Béziers.
Au Musée de Cruzy, dans le département de l’Hérault sont exposées quatre bannières ayant servi lors des manifestations de 1907. Elles sont classées aux Monuments Historiques.

### Sources
- Atlas de Géographie du Languedoc et du Roussillon, 1979, par Robert Ferras, Henri Picheral et Bernard Vielzeuf, de l'université Paul-Valéry de Montpellier (portrait de la France Moderne, Editions Famot).
- Le 22 mars 2007, publication d'un ouvrage de l'écrivain biterrois Gilles Moraton consacré à la révolte des gueux de 1907. L'œuvre est illustrée par Max Cabanes.